# Zamość
Zamośćⓘ (em latim: Zamoscia) é uma cidade com direitos de condado no leste da Polônia. Pertence à voivodia de Lublin. É a sede das autoridades do condado de Zamość e da comuna urbana de Zamość. É um dos maiores centros culturais, educacionais e turísticos da voivodia, especialmente da região de Zamość. Devido ao complexo arquitetônico e urbano único da Cidade Velha, às vezes é chamada de “a pérola do Renascimento”, “a cidade das arcadas” e “Pádua do Norte”. Estende-se por uma área de 30,3 km² (10.º lugar na voivodia). Em 1992, a Cidade Velha de Zamość foi inscrita na Lista do Patrimônio Mundial da UNESCO.
Segundo os dados do Escritório Central de Estatística da Polônia (GUS) de 31 de dezembro de 2021, Zamość tinha 62 021 habitantes, com uma densidade populacional de 2 046,9 hab./km² e era a segunda maior cidade (depois de Lublin) na voivodia de Lublin, bem como a 67.ª entre as cidades mais populosas da Polônia.
Zamość está localizada na histórica Rutênia Vermelha, na antiga Terra de Chełm, que faz parte do Reino da Polônia desde o século XIV e anteriormente (nos séculos X e XI) parte das Cidades de Cherven, que faziam parte da Polônia dos Primeiros Piastas. Uma cidade nobre privada, fundada em 1580, localizada no século XVI na voivodia da Rutênia.

## Localização
| Tipo              | Superfície | %     |
| ----------------- | ---------- | ----- |
| terras agrícolas: | 13,87 km²  | 45,7% |
| terra arável      | 9,02 km²   | 29,7% |
| pomares           | 0,15 km²   | 0,5%  |
| campos            | 4,26 km²   | 14,0% |
| pastagens         | 0,44 km²   | 1,5%  |
| florestas         | 0,64 km²   | 2,1%  |
| outras terras     | 15,83 km²  | 52,2% |
| Área (Σ)          | 30,34 km²  | 100%  |

Conforme a divisão física e geográfica da Polônia por J. Kondracki, Zamość fica no Baixo Zamojski Padół, em uma mesorregião que é a parte sul do planalto de Lublin (macrorregião). Ao norte e ao sul da cidade existem áreas de altura um pouco mais elevada - os distritos de Grabowieckie e Roztocze.

## Ambiente natural
A cidade está localizada principalmente a uma altitude de aproximadamente 210 a 220 m AMSL. As mais baixas, cerca de 204 m AMSL, estão localizadas perto dos rios Łabuńka e Czarny Potok (parte norte de Zamość), enquanto no conjunto habitacional Sloneczny Stok, na parte leste da cidade, estão os lugares mais altos, a aproximadamente 237 m AMSL. (na rua Hrubieszowska).
A topografia não é muito diversificada. Maiores declives e uma diminuição da altitude são visíveis apenas na direção do rio Łabuńka, especialmente em Nowe Miasto (sul das ruas Partyzantów e Hrubieszowska) e conjunto habitacional Promyk, e na parte ocidental do conjunto habitacional Orzeszkowa-Reymonta. As partes sul e oeste da cidade também são mais baixas.

### Água

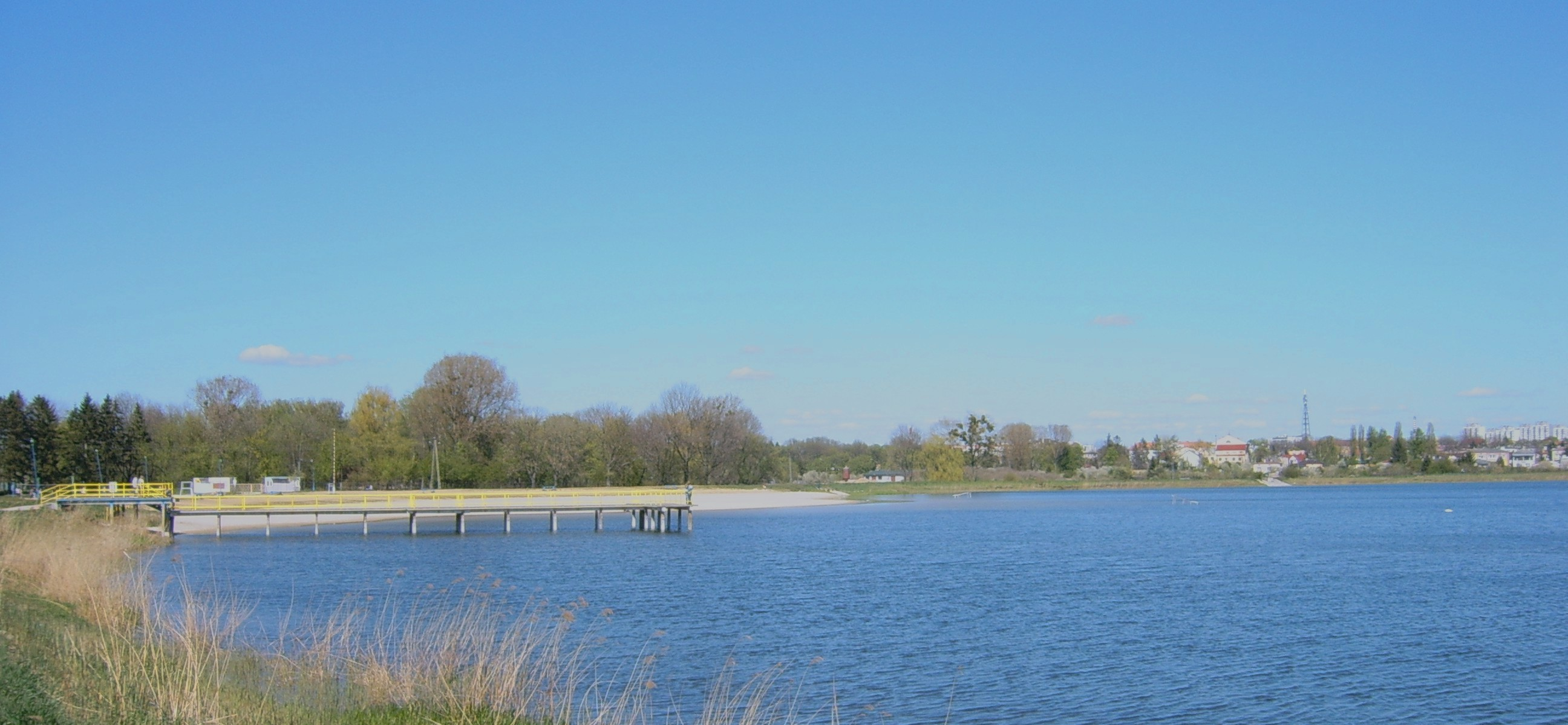
Costa noroeste da lagoa

O rio Łabuńka, um afluente do rio Wieprz, atravessa Zamość do sudeste para o norte. O rio Topornica (e seu antigo leito do rio) que flui do sudoeste e através do conjunto habitacional Karolówka Świnia deságua nele, ainda nos limites da cidade. O Czarny Potok, fluindo do leste ao longo da fronteira norte, junta-se ao Łabuńka já fora da cidade. O Rift Kryniczny flui nos limites da cidade, e é um afluente do córrego Czarny Potok chamado de “Majdanka” porque flui através do conjunto habitacional Majdan.
Na parte sul de Zamość, no conjunto habitacional Zamczysko há um reservatório construído nos anos 1961-1963, com uma área de aproximadamente 18 hectares. Está dividido em dois lagos artificiais separados por uma barragem, sendo a sul destinado à piscicultura e pesca, e a norte, localizado mais perto do centro da cidade, utilizado como zona balnear sazonal.

### Clima
Conforme a classificação climática de Köppen-Geiger, Zamość situa-se na zona Cfb − clima temperado oceânico. Na cidade de Zamość, a temperatura média anual é de 8,8° C. Nesta área, a precipitação média anual é de 739 mm. Está localizada no Hemisfério Norte. Os meses de verão são: junho, julho, agosto, setembro. O mês mais seco é fevereiro, com 43 mm de precipitação. O mês mais quente do ano é julho, com temperatura média de 19,8 °C. A temperatura média mais baixa do ano ocorre em janeiro e é de aproximadamente -2,8 °C.
A diferença de precipitação entre o mês mais seco e o mais úmido é de 52 mm. A variação de temperatura durante o ano é de 22,6 °C. O mês com a maior umidade relativa é novembro (84%). O mês com a menor umidade relativa é abril (68%). O mês com o maior número de dias de chuva é julho (11 dias). O mês com o menor número é setembro (7 dias).
| Dados climatológicos para Zamość | Dados climatológicos para Zamość | Dados climatológicos para Zamość | Dados climatológicos para Zamość | Dados climatológicos para Zamość | Dados climatológicos para Zamość | Dados climatológicos para Zamość | Dados climatológicos para Zamość | Dados climatológicos para Zamość | Dados climatológicos para Zamość | Dados climatológicos para Zamość | Dados climatológicos para Zamość | Dados climatológicos para Zamość | Dados climatológicos para Zamość |
| Mês | Jan                              | Fev                              | Mar                              | Abr                              | Mai                              | Jun                              | Jul                              | Ago                              | Set                              | Out                              | Nov                              | Dez                              | Ano                              |
| --- | -------------------------------- | -------------------------------- | -------------------------------- | -------------------------------- | -------------------------------- | -------------------------------- | -------------------------------- | -------------------------------- | -------------------------------- | -------------------------------- | -------------------------------- | -------------------------------- | -------------------------------- |
| Temperatura máxima média (°C) | −0,5                             | 1,3                              | 6,5                              | 13,6                             | 18,6                             | 21,9                             | 23,8                             | 23,5                             | 18,2                             | 12,3                             | 6,8                              | 1,6                              | 12,3                             |
| Temperatura média (°C) | −2,8                             | −1,6                             | 2,6                              | 9,1                              | 14,3                             | 17,8                             | 19,8                             | 19,2                             | 14,3                             | 8,9                              | 4,3                              | −0,4                             | 8,8                              |
| Temperatura mínima média (°C) | −5,3                             | −4,6                             | −1,3                             | 4,1                              | 9,4                              | 13,0                             | 15,3                             | 14,7                             | 10,4                             | 5,8                              | 2,0                              | −2,5                             | 5,1                              |
| Precipitação (mm) | 46                               | 43                               | 51                               | 57                               | 78                               | 81                               | 95                               | 69                               | 72                               | 53                               | 48                               | 46                               | 739                              |
| Dias com chuva | 8                                | 8                                | 9                                | 8                                | 10                               | 9                                | 11                               | 8                                | 7                                | 7                                | 8                                | 8                                | 101                              |
| Umidade relativa (%) | 84                               | 82                               | 76                               | 68                               | 68                               | 69                               | 71                               | 69                               | 74                               | 78                               | 84                               | 84                               | 75,6                             |
| Insolação (h) | 2,5                              | 3,3                              | 5,5                              | 8,7                              | 10,0                             | 10,9                             | 10,8                             | 10,0                             | 7,1                              | 5,2                              | 3,4                              | 2,4                              | 79,8                             |
| Fonte: Climate-Data.org Dados: 1991−2021: temperatura mínima (°C), temperatura máxima (°C), precipitação (mm), umidade, dias chuvosos. Dados: 1999−2019: horas de sol |                                  |                                  |                                  |                                  |                                  |                                  |                                  |                                  |                                  |                                  |                                  |                                  |                                  |

### Natureza

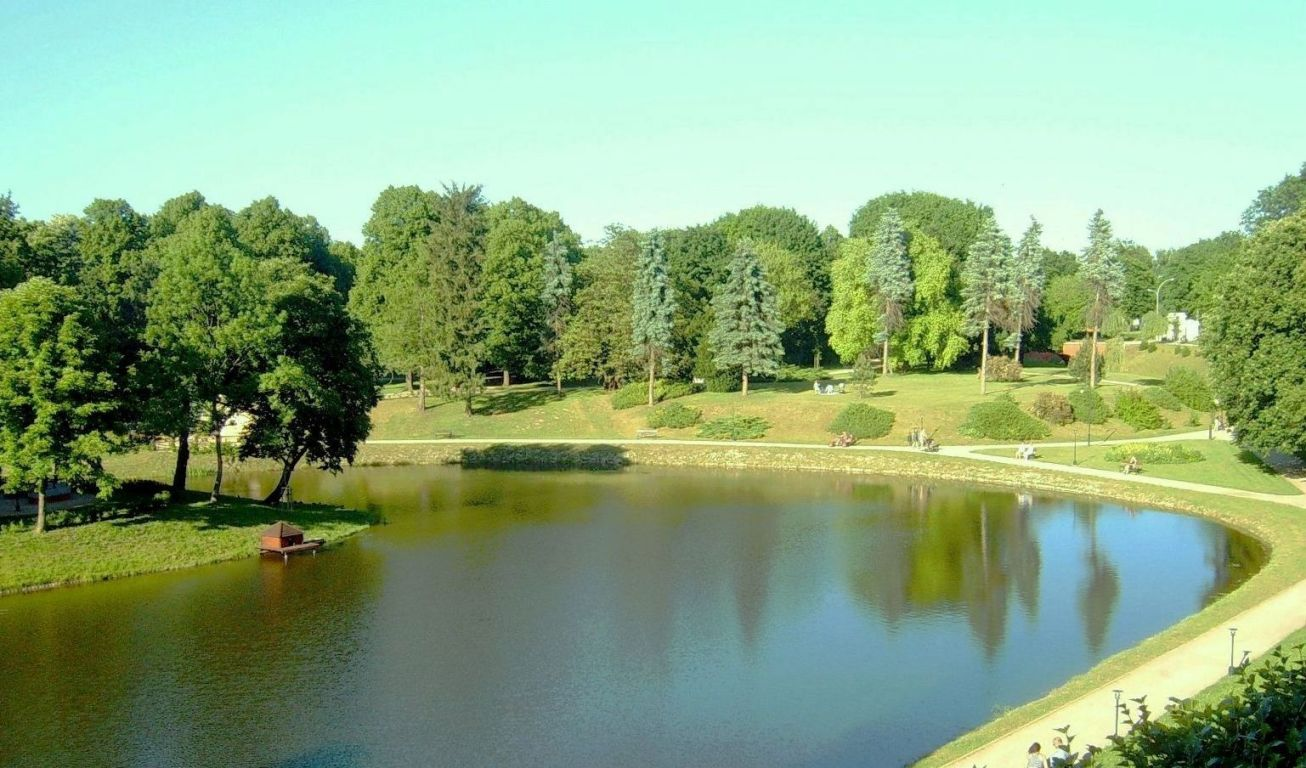
Parque municipal

Na cidade, 11 grupos de árvores foram reconhecidos como monumentos naturais. A parte sudeste de Zamość coincide com uma parte da área especial de proteção de aves Natura 2000 chamada “Dolina Górnej Łabuńki”. Das mais de 20 espécies de aves que ali ocorrem, 3 têm refúgio na área da cidade. A maioria das áreas verdes são prados, principalmente nas áreas próximas aos limites da cidade, e hortas em sua parte sul.
A vegetação urbana está localizada nas imediações da Cidade Velha: do lado noroeste o Parque municipal com um lago (criado no período entre guerras), praças do sul e oeste (antigo “Małpi Gaj”) e menos arborizado “Planty” (principalmente quadrados) localizado no lado leste e norte. Áreas verdes maiores fora do centro da cidade também estão localizadas em Koszary, na unidade militar e na rua Dzieci Zamojszczyzny, ao longo da qual existe um amplo cinturão de árvores. O assim chamado Jardim Jordanowski localizado entre as Cidades Velha e Nova.
Uma grande área (aprox. 45–50 ha) é ocupada pela única floresta municipal, localizada entre a lagoa e a fronteira sul da cidade. Lá pode-se conhecer espécies protegidas de animais, como: rã-arborícola-europeia, tritões, caracol-amarelado (Helix lutescens) e vários tipos de orquídeas. Recentemente, uma pequena seção botânica foi aberta no zoológico de Zamość, dedicada à vegetação.
As áreas verdes também incluem praças ao longo do rio Łabuńka, onde as avenidas das cidades parceiras de Zamość foram marcadas (estas são as avenidas Loughborough, Schwäbisch Hall e Żółkiew).
Nas imediações da cidade (a sudoeste de suas fronteiras) existem as reservas “Hubale” (com esquilos-perolados) e “Wieprzec” (turfeiras baixas). Um pouco mais adiante, na mesma direção, está o Parque Nacional Roztoczański, e mais ao norte, o Parque Paisagístico Skierbieszów.

## História

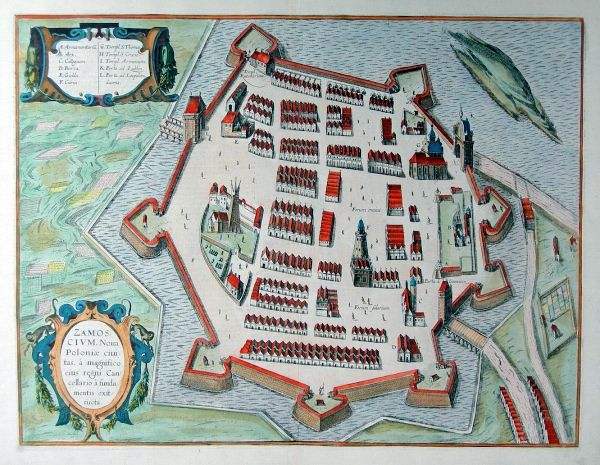
Zamość em uma gravura da obra de Georg Braun e Frans Hogenberg de 1617

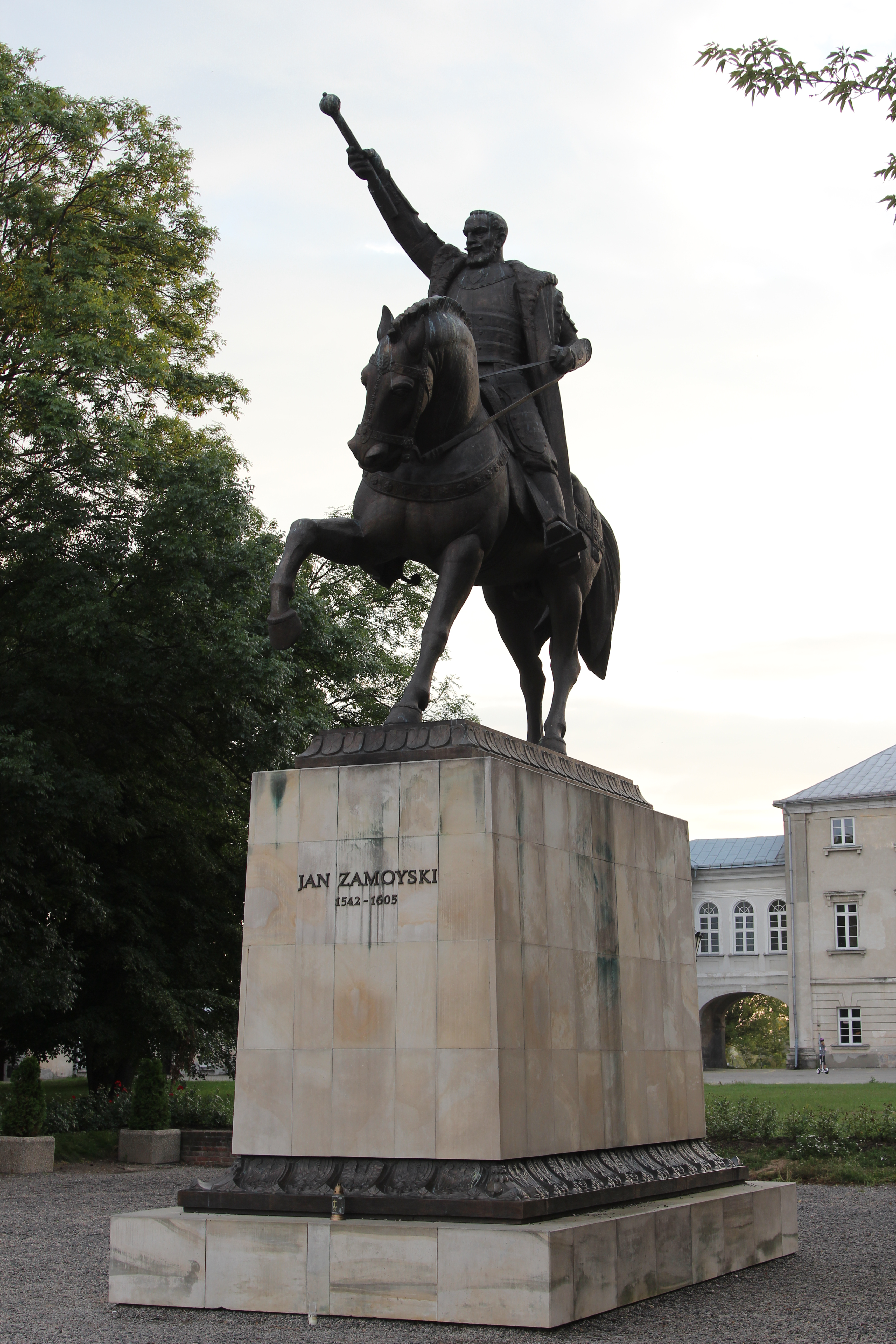
Monumento a Jan Zamoyski em frente ao Palácio Zamoyski

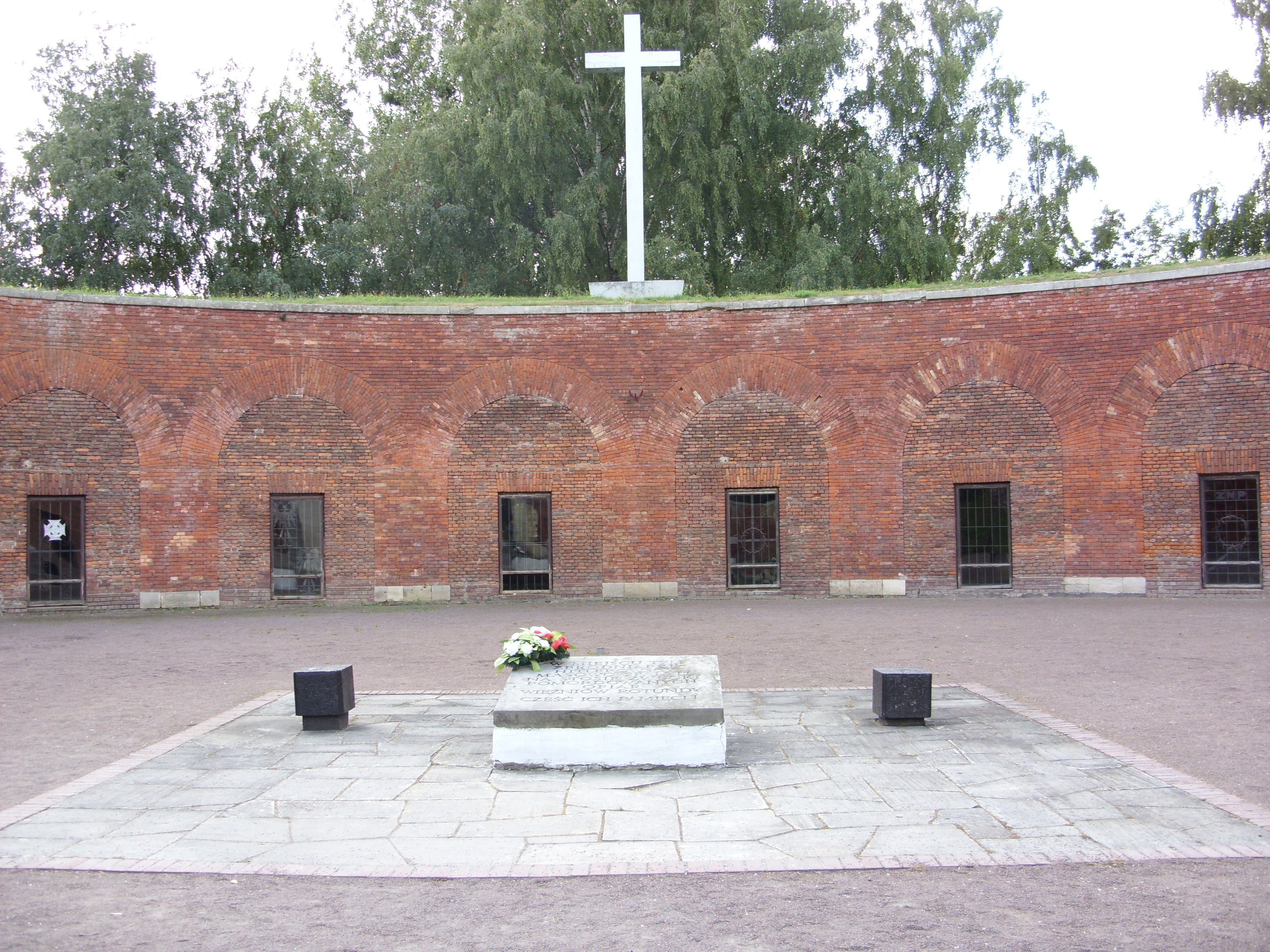
Rotunda Zamość, local do martírio da população da região de Zamość 1940-1944

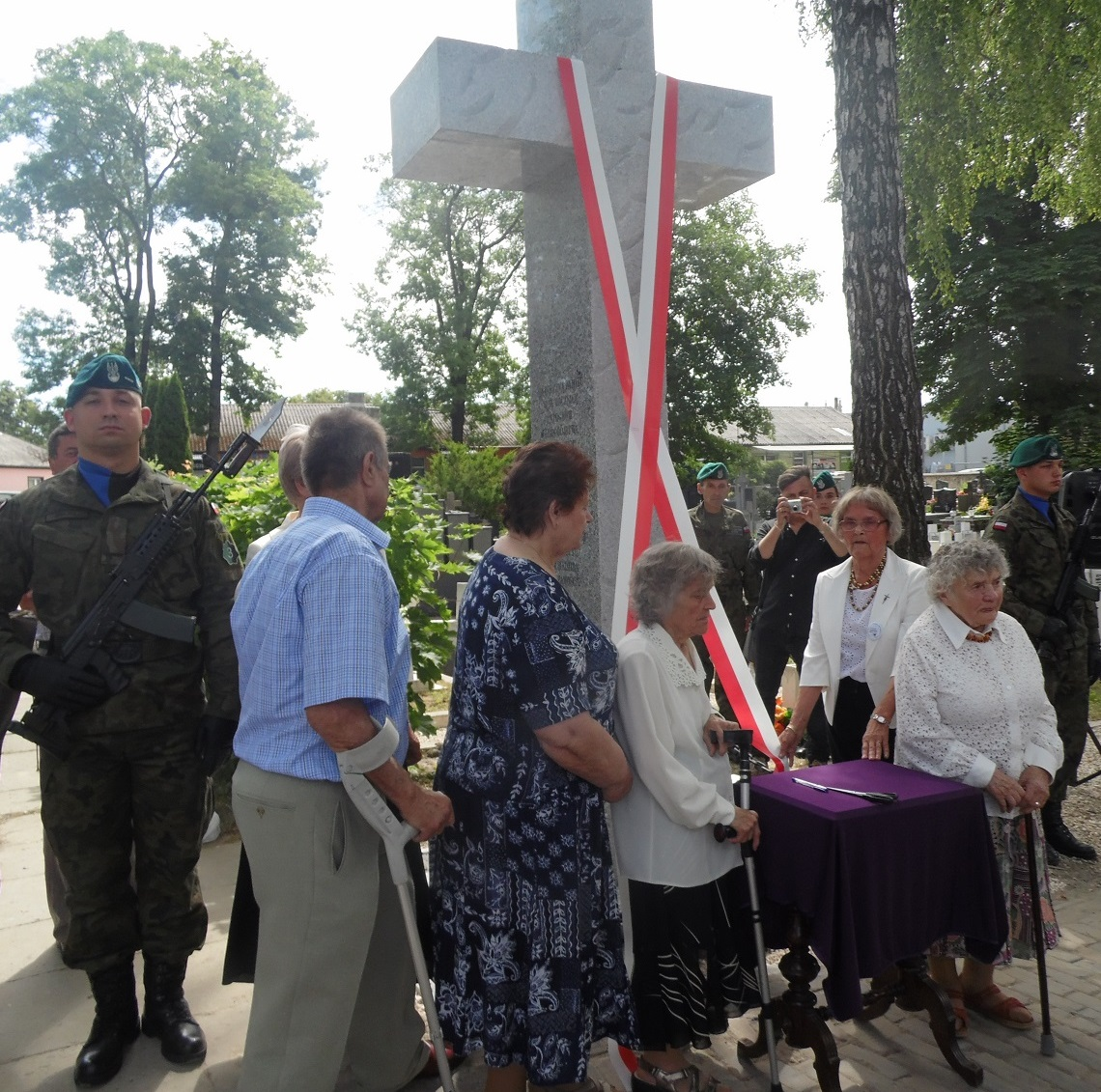
Inauguração do monumento às vítimas do genocídio de poloneses na Volínia e no leste da Pequena Polônia (Zamość, 10 de junho de 2018)

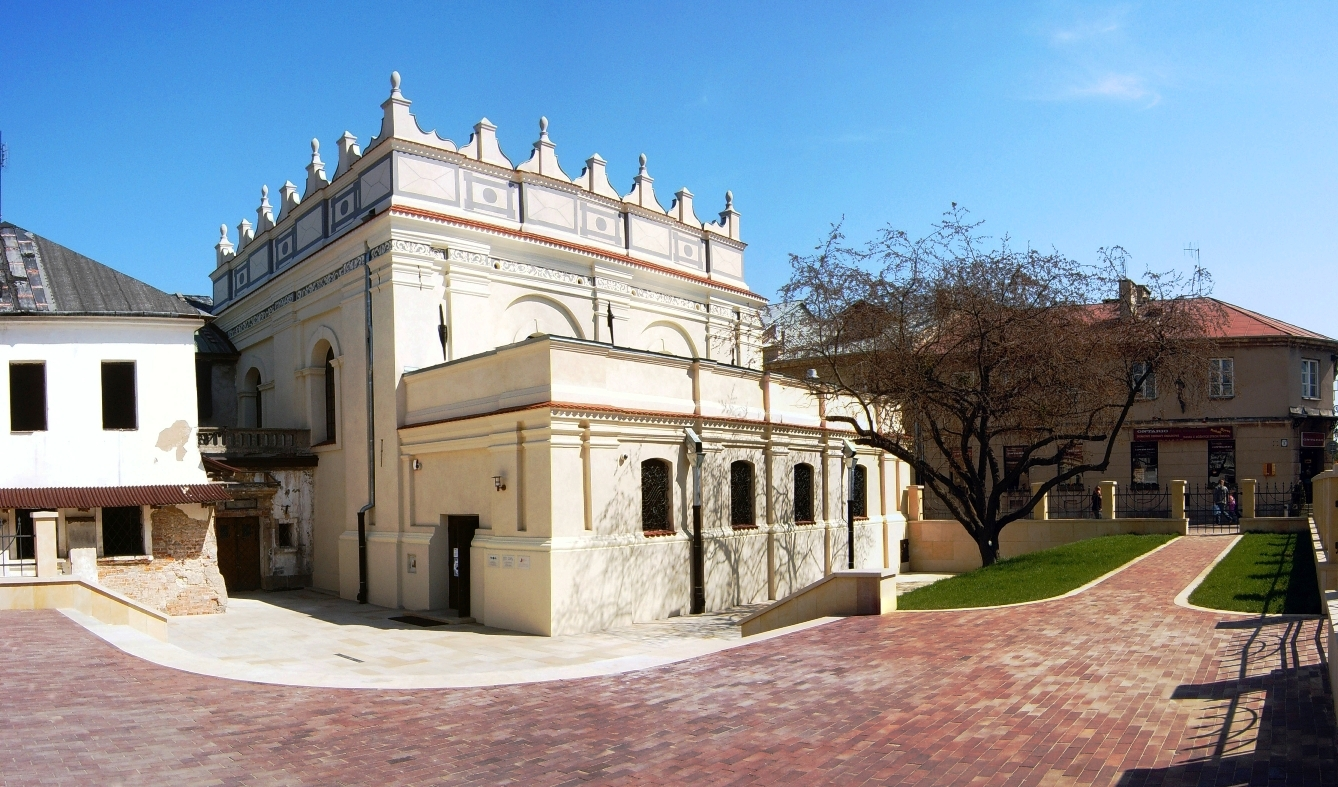
Sinagoga em Zamość

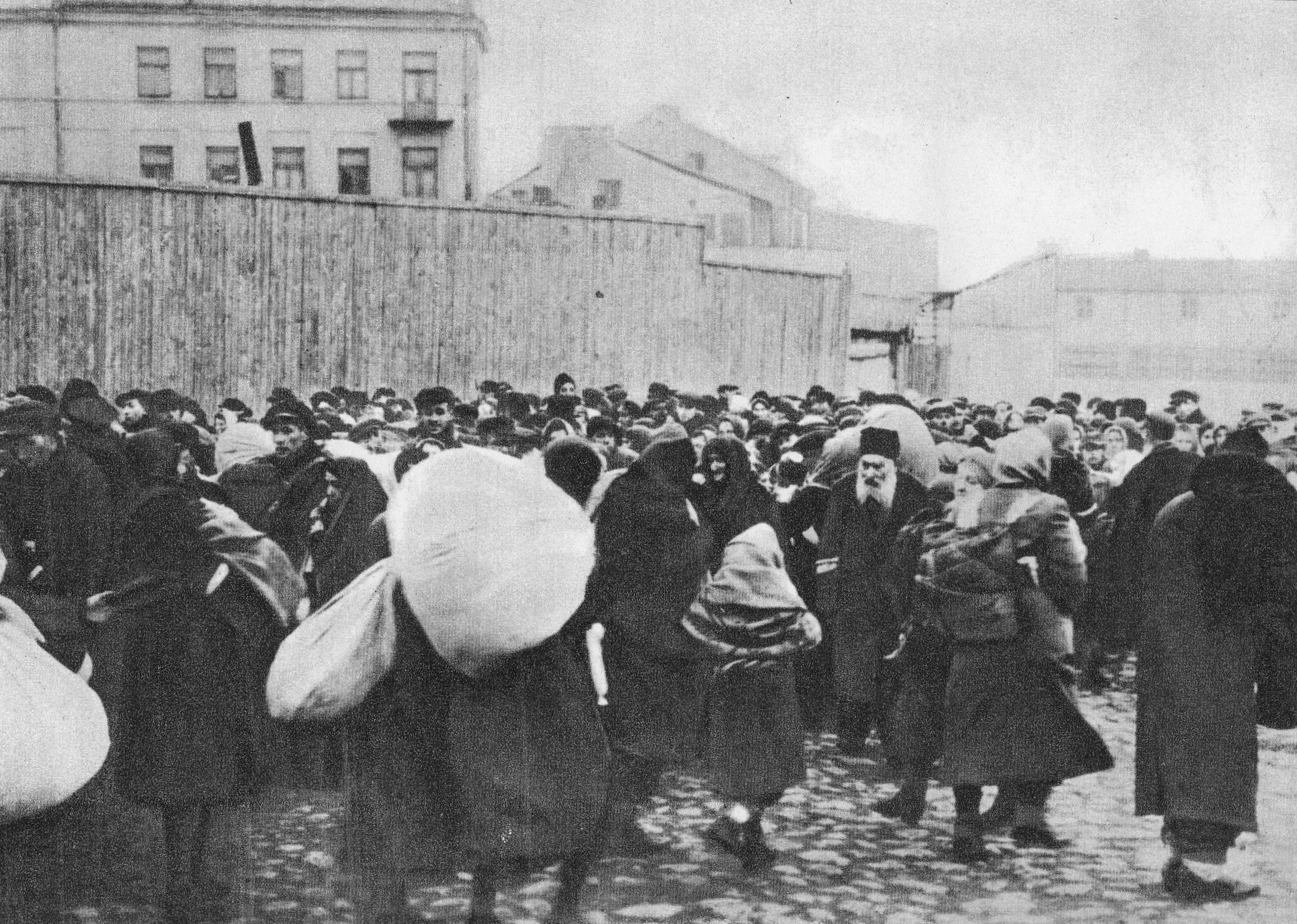
Deportação de judeus de Zamość para o campo de extermínio de Bełżec em abril de 1942

Zamość recebeu direitos de cidade em 1580 em virtude de um privilégio de fundação emitido pelo Chanceler e Grande Hetman da Coroa, Jan Zamoyski. Em 1589, a cidade tornou-se a capital do Ordynat Zamość fundado pelo seu proprietário.
O século XVII foi o período de maior e mais rápido desenvolvimento da cidade. Não só os poloneses se estabeleceram aqui, mas também muitas outras nacionalidades. A cidade, no entanto, teve que lidar com inúmeras invasões, inclusive a de cossacos sob o comando de Bohdan Chmielnicki em 1648 e durante o Dilúvio em 1656 pelo exército sueco, que, como os cossacos, não conseguiu capturar a cidade. Foi apenas durante a Grande Guerra do Norte que Zamość foi capturada pelos exércitos sueco e saxão.
Em meados do século XVIII, a Academia Zamojska, que já havia sido fundada em 1594, foi reformada (Stanisław Staszic, entre outros, deu palestras lá), mas foi fechada (1784) depois que a cidade foi ocupada pelos austríacos, como resultado da Primeira Partição (1772).
Em 1809, Zamość foi incorporada ao Ducado de Varsóvia e, após o Congresso de Viena, em 1815, à Polônia do Congresso, dependente do Império Russo. Em 1821, o governo do então reino comprou a cidade e modernizou a fortaleza de Zamość. Naquela época, muitos edifícios foram reconstruídos, e perderam na maioria sua aparência e estilo originais. A modernizada Fortaleza de Zamość desempenhou um grande papel durante a Levante de Novembro e capitulou como o último ponto de resistência polonês contra os invasores russos. Após declarar a inutilidade das fortalezas com canhões defensivos, a fortaleza de Zamość foi liquidada em 1866, o que deu origem ao desenvolvimento espacial da cidade. Durante a Primeira Guerra Mundial, uma linha ferroviária foi trazida para Zamość (1916).
Entre 28 e 30 de dezembro de 1918, Zamość foi palco da chamada “Revolta de Zamość”, instigada por ativistas locais do Social-democracia do Reino da Polônia e Lituânia e pelo cabo Piotr Grabczak. À frente de parte de um regimento rebelde estacionado na cidade, os organizadores da revolta ocuparam a cidade, desarmaram a gendarmaria e apreenderam armas dos armazéns. Os que exigiam a emancipação dos camponeses eram apoiados pelo Partido Socialista Polonês local e pelo BUND judeu. O tumulto revolucionário foi reprimido de uma forma sangrenta por unidades militares vindas de Lublin sob o comando do major Leopold Lis-Kula.
Em uma batalha de três dias em agosto de 1920, as tropas polonesas e ucranianas impediram todos os ataques dos bolcheviques.
O período entre guerras foi o período de desenvolvimento da cidade, suas fronteiras foram ampliadas, novas instituições e centros foram fundados, especialmente aqueles relacionados à vida cultural e educacional. O 9.º Regimento de Infantaria das Legiões estava estacionado em Zamość, cuja formação estava ligada à visita do marechal Józef Piłsudski em 1922. O comandante do 9.º Regimento de Infantaria das Legiões de 1937 foi (mais tarde general) o coronel Stanisław Sosabowski conhecido desde a Segunda Guerra Mundial pela defesa de Varsóvia (seção Grochów) e a Batalha de Arnhem com a participação da 1.ª Brigada Independente de Paraquedistas.
Durante a Campanha de Setembro em 9 e 12 de setembro de 1939, aviões alemães bombardearam Zamość. Mais de 250 pessoas morreram e muitas ficaram feridas, principalmente civis.
Em 13 de setembro, tropas alemãs entraram em Zamość. Conforme o Pacto Molotov-Ribbentrop, em 25 de setembro, os alemães deixaram Zamość e seu lugar foi ocupado pelo Exército Vermelho. Sob o Tratado de Fronteira e Amizade Germano–Soviético, as tropas soviéticas deixaram Zamość em 6 de outubro. De 8 de outubro de 1939 a julho de 1944, a cidade esteve no Governo Geral, nas mãos da Alemanha nazista (ocupação alemã). Durante a Segunda Guerra Mundial, um campo de extermínio foi instalado em Rotunda, onde mais de 8 mil pessoas morreram, bem como prisioneiros de guerra soviéticos e um campo temporário para residentes deslocados da região de Zamość (incluindo muitas crianças da região de Zamość). Durante a ocupação alemã na região de Zamość, uma ação massiva de deslocamento de poloneses e pacificação ocorreu em Aktion Zamość, liderada pelos alemães, visando criar aqui um assentamento alemão como uma ponte para a germanização do Oriente, razão pela qual as proximidades de Zamość foi o local de muitas lutas dos partidários do Exército Nacional, dos Batalhões de Fazendeiros, Guarda Popular /Exército do Povo (a Revolta de Zamość). Entre 1943 e 1944, durante o genocídio perpetrado pelos nacionalistas ucranianos do Exército Insurreto Ucraniano e da Organização dos Nacionalistas Ucranianos, Zamość também se tornou um refúgio para a população polonesa que fugia da Volínia e da Pequena Polônia Oriental. Zamość foi capturada pelo exército soviético e pelos soldados do Exército da Pátria que cooperavam com eles em julho de 1944.
Em 1946 foi condecorada com a Ordem da Cruz de Grunwald, 3.ª classe.
Após a guerra, a cidade desenvolveu-se dinamicamente, nos anos 1975-1998 Zamość foi a capital da voivodia de Zamość, e em 1999 tornou-se novamente uma cidade de condado na voivodia de Lublin.

### História dos judeus em Zamość
A comunidade judaica de Zamość foi formada em 1588, quando Jan Zamoyski consentiu com o assentamento de judeus nos limites da cidade. Inicialmente, judeus sefarditas da Itália, Espanha, Portugal e Turquia se estabeleceram. No século XVII, os judeus asquenazes se juntaram a eles e logo eles os superaram em número. Em 1684, o privilégio de Jan Zamoyski para a comunidade judaica foi novamente confirmado por Marcin Zamoyski.
Na virada dos séculos XVIII e XIX, a tendência iluminista judaica - Haskalá foi fortemente influenciada aqui. O hassidismo começou a se espalhar no final do século XIX. Havia uma sinagoga, duas casas de oração e um hospital judaico em Zamość.
Em 1827 viviam ali 2 874 judeus, em 1921 - 9 383 (49,3% da população da cidade).
O poeta Salomon Ettinger (1799–1855), o escritor Isaac Leib Peretz (1852–1915) e a futura revolucionária Rosa Luxemburgo (1870–1919), viveram e trabalharam em Zamość.
Antes da guerra, a revista Zamoscer Sztyme foi publicada. Na segunda metade da década de 1930, iniciou-se uma ação antijudaica na cidade. Foi chefiada pelo general Bruno Olbrycht - comandante da 3.ª Divisão de Infantaria das Legiões. Todo o exército e grande parte da comunidade civil da cidade foram atraídos para a ação. Um boicote às lojas judaicas foi anunciado por uma ordem militar. Estudantes do ensino médio organizaram piquetes em frente às lojas judaicas, não permitindo que os clientes as visitassem. Devido a sua luta contra a minoria judaica e seu patrocínio aos escoteiros locais, o general tornou-se muito popular na cidade e recebeu a cidadania honorária de Zamość.
Cerca de 12 mil judeus viviam em Zamość pouco antes do início da guerra. Em outubro de 1939, os alemães criaram o Judenrat e, na primavera de 1941, estabeleceram um gueto. De abril a setembro de 1942, cerca de 4 mil pessoas foram deportadas para o campo de extermínio em Bełżec. Em outubro de 1942, eles atiraram em 500 pessoas no local, as 4 000 restantes, através do ponto de estágio em Izbica, foram também levados para Bełżec. Os judeus transportados eram trancados em vagões de carga sem aquecimento, como regra, não recebiam comida ou bebida e, durante as geadas, muitas vezes eram encharcados com água. Aconteceu que a viagem de várias dezenas de quilômetros levava 3 dias e as pessoas transportadas já estavam mortas.

## Arquitetura e urbanismo

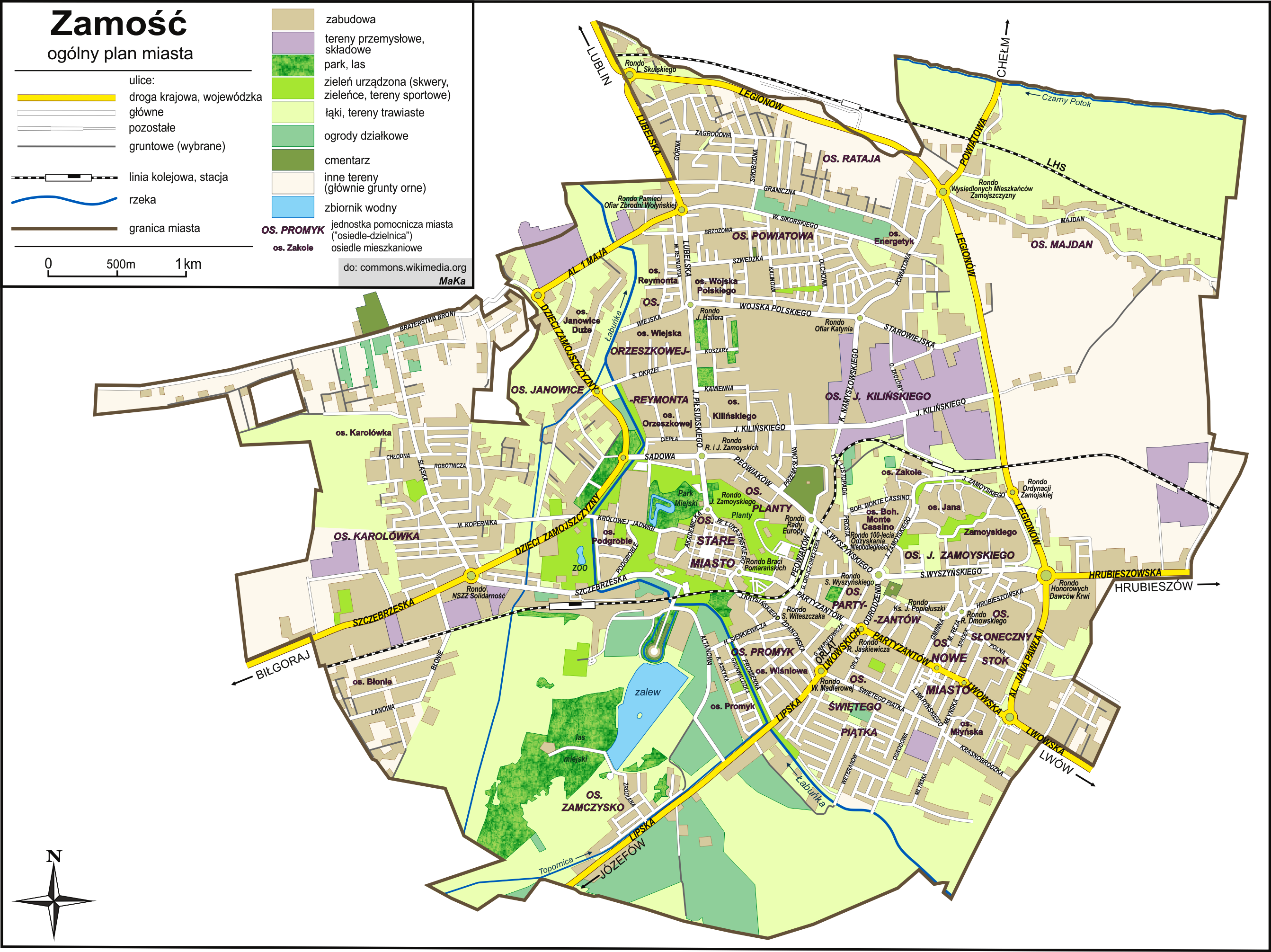
Planta geral da cidade com uso do solo

### Estrutura espacial
A maioria do desenvolvimento compacto da Zamość está concentrado na forma de cunhas que se estendem para norte e leste a partir da Cidade Velha, localizada centralmente. A própria Cidade Velha, graças ao verde que a rodeia (Parque municipal, “Planty”, antigo “Małpi Gaj”), manteve na maioria sua individualidade, que está ligada a seu isolamento natural original, principalmente por planícies de inundação e fossos, que costumavam ser desfavoráveis para novos assentamentos.
Há consideravelmente menos área construída na parte oeste da cidade (conjunto habitacional Karolówka) e no conjunto habitacional Zamczysko ao sul do centro, onde predominam áreas verdes - loteamentos, florestas, prados, campos de pasto e uma lagoa.
Atualmente, a cidade tem um padrão de povoamento que segue na maioria seu “modelo setorial”, com áreas desde o centro até quase as fronteiras com tipos específicos de desenvolvimento e uso, ligados às vias de tráfego.
No entanto, tendo em conta os conjuntos habitacionais Karolówka e Zamczysko, que ainda permanecem separados de outras partes da cidade (devido às áreas baixas, ainda as separando do centro), e a Cidade Nova mais oriental (anteriormente um assentamento separado), com o Novo Mercado em seu centro, isto indicaria um modelo “policêntrico” da cidade. Isto foi característico e claramente evidente durante o período sob anexação russa (século XIX), mas as condições desta parte da cidade não criaram problemas para o desenvolvimento futuro do povoamento, o que resultou no fato de que tal sistema não foi totalmente preservado.
Na área urbanizada da cidade, os conjuntos habitacionais unifamiliares ocupam uma área aproximadamente semelhante à dos conjuntos habitacionais multifamiliares. Os blocos são muito mais densos na parte sudeste de Zamość (na Cidade Nova), particularmente ao norte da rua Partyzantów, onde existem muitos conjuntos habitacionais com edifícios principalmente multifamiliares (incluindo vários arranha-céus), enquanto as casas unifamiliares predominam ao sul desta rua. Similarmente, ao norte do centro, uma faixa ao longo da rua J. Piłsudskiego (a oeste limitado pelo rio Łabuńka) existem conjuntos habitacionais com blocos multifamiliares (conjuntos habitacionais Planty, Orzeszkowa, Kilińskiego e Reymonta), e mais a norte e nordeste (rua Lubelska - rua Wojska Polskiego - rua Powiatowa), uma área muito maior já é ocupada por casas unifamiliares, onde também existem conjuntos habitacionais com blocos de apartamentos, mas muito menores. As partes sul e oeste de Zamość acima mencionadas (Karolówka, Zamczysko) são áreas onde os edifícios residenciais consistem quase exclusivamente em casas unifamiliares.

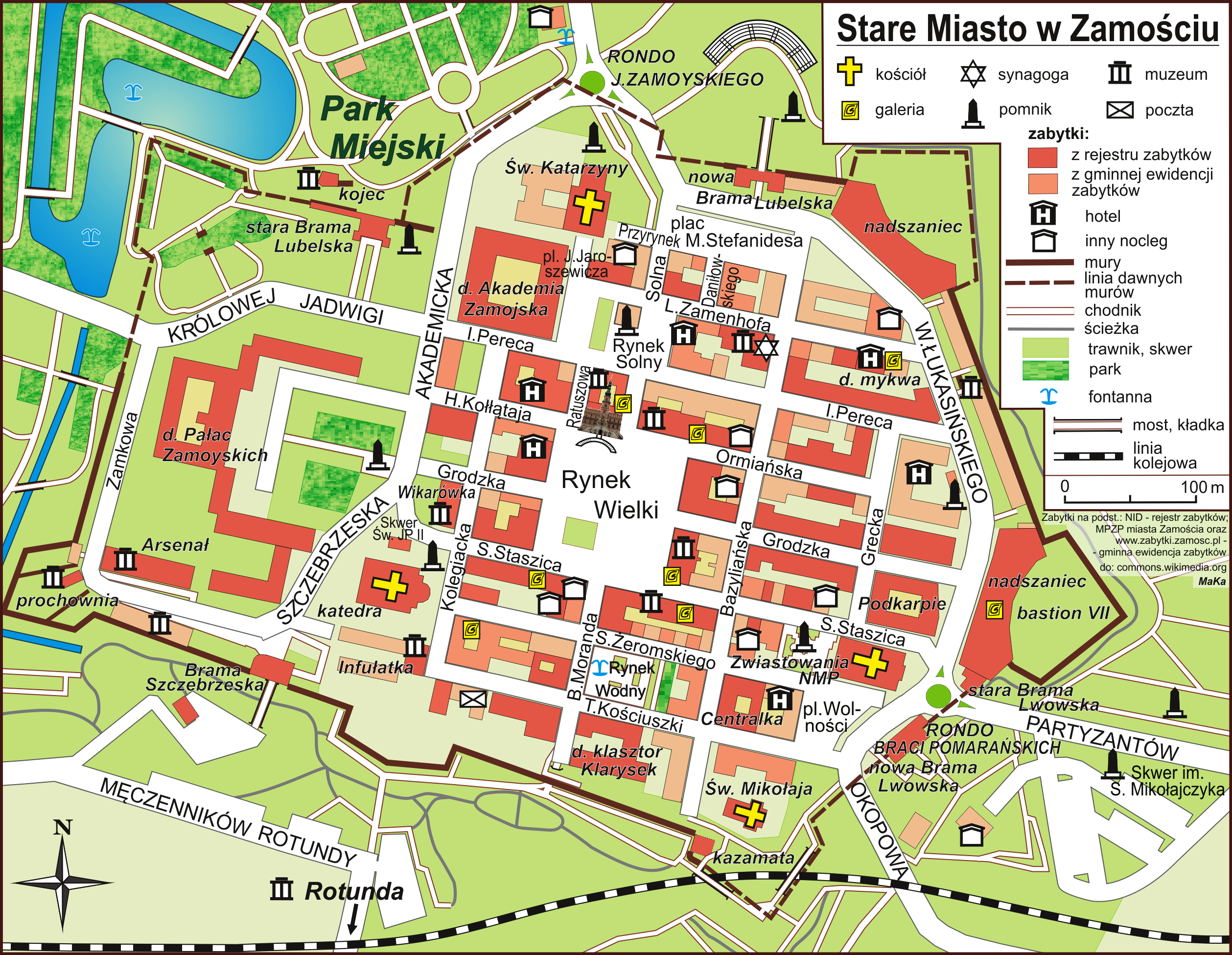
Planta da Cidade Velha

As maiores áreas industriais e de armazenamento estão concentradas na parte leste da cidade, no conjunto habitacional Kilińskiego, onde se estendem a terras não desenvolvidas na fronteira leste. Áreas semelhantes, mas menores, também são encontradas no conjunto habitacional Karolówka (parte oeste de Zamość), que se estende ao longo da rua Szczebrzeska. Muitos terrenos baldios e aráveis estão localizados ao leste do desvio da cidade e ao oeste e sul do empreendimento conjunto habitacional Karolówka.
As principais ruas da cidade também têm uma rota radial característica, que se aproxima do centro, mas não o cruza: as ruas J. Piłsudskiego e Lubelska (em uma linha) fornecem comunicação para o norte, Partyzantów e S. Wyszyńskiego para o leste e a sudeste, e as ruas Lipska e Szczebrzeska a sudoeste.
Uma linha ferroviária de bitola normal leste-oeste atravessa o centro da cidade, com uma série de ramificações laterais para empresas no distrito industrial. Uma linha de bitola larga (LHS) também corre no limite norte da cidade.

### Monumentos históricos

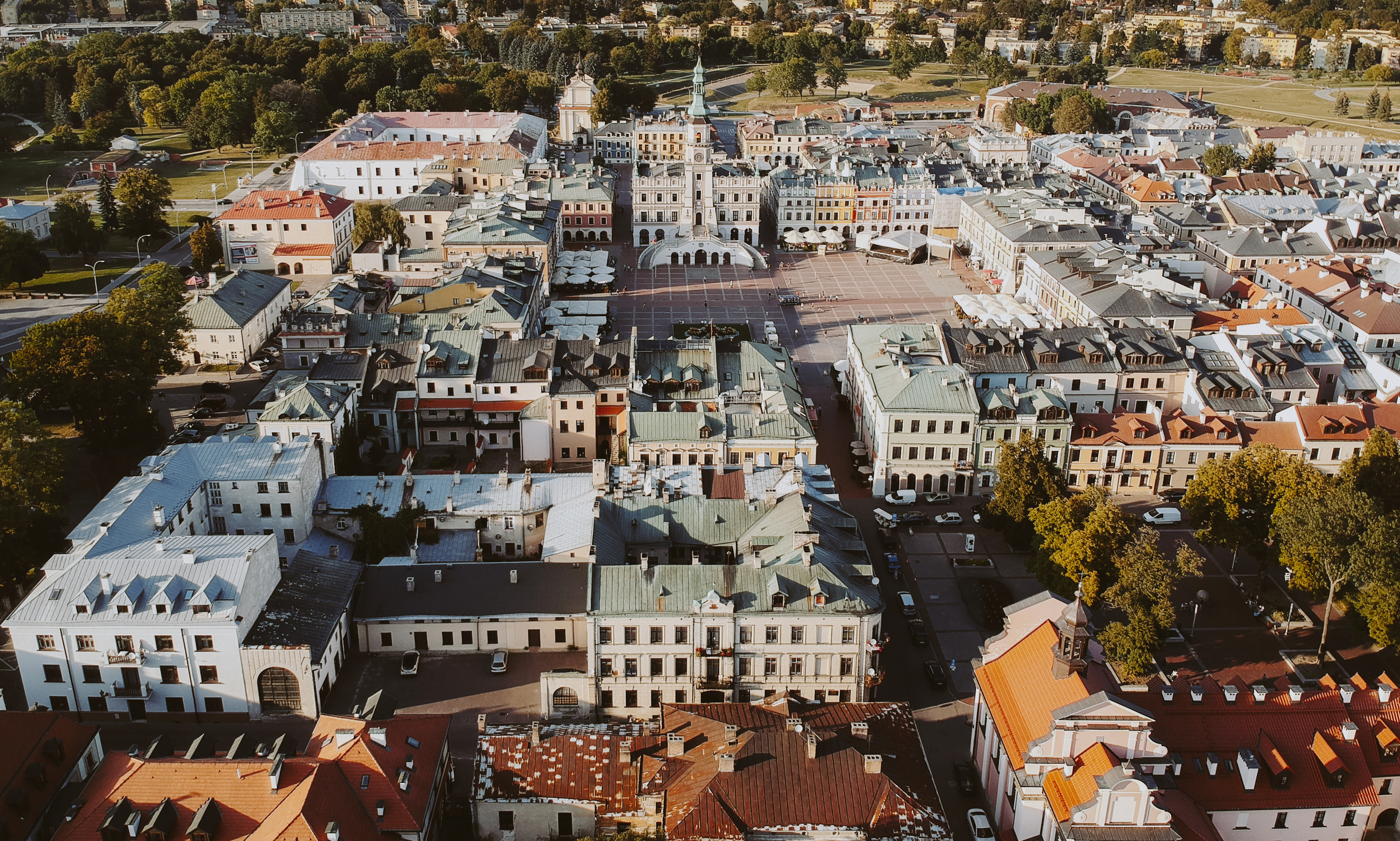
Vista da Cidade Velha de uma altura de 100 metros

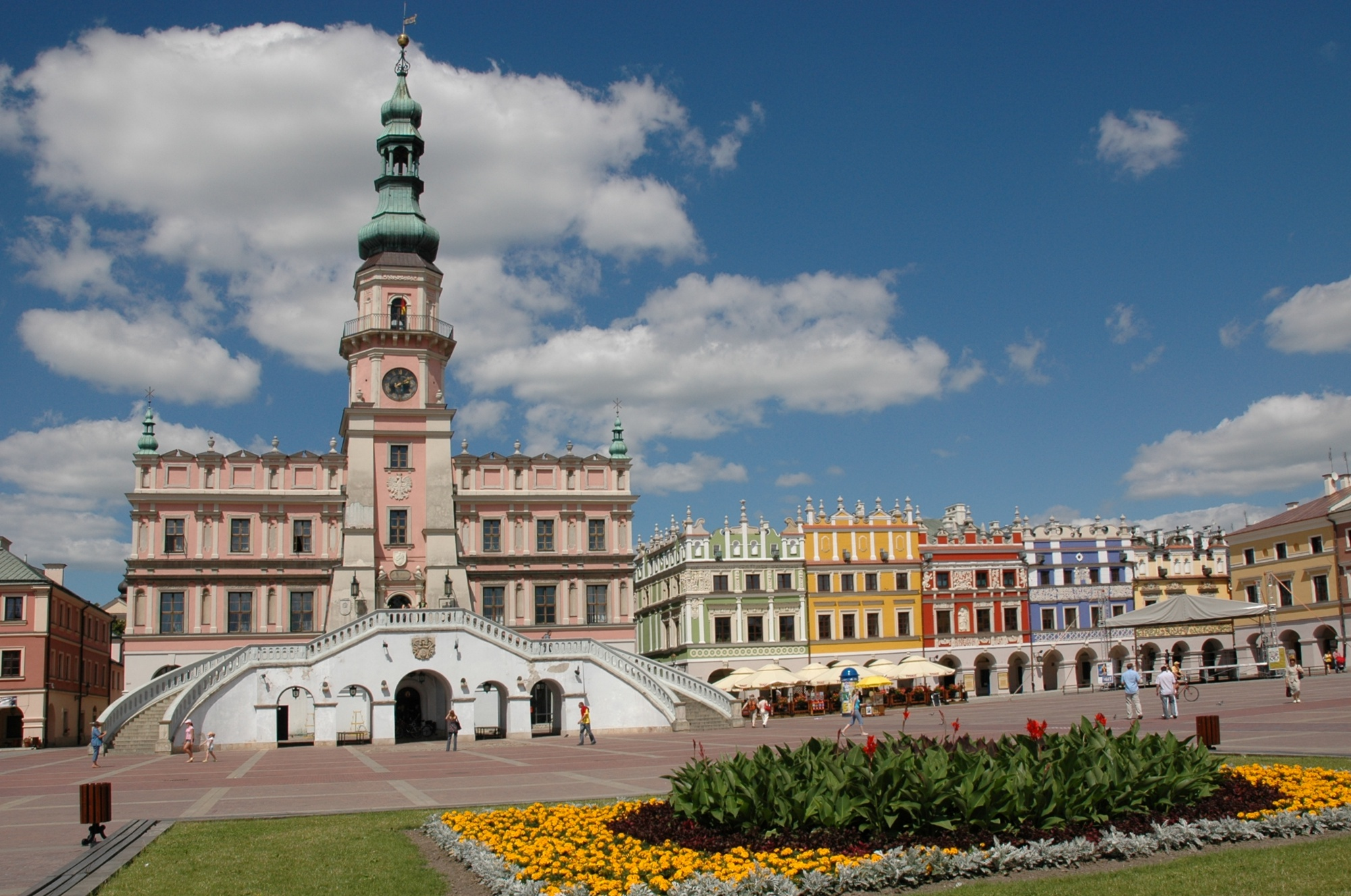
Prefeitura na praça do Grande Mercado; edifícios residenciais armênios à direita

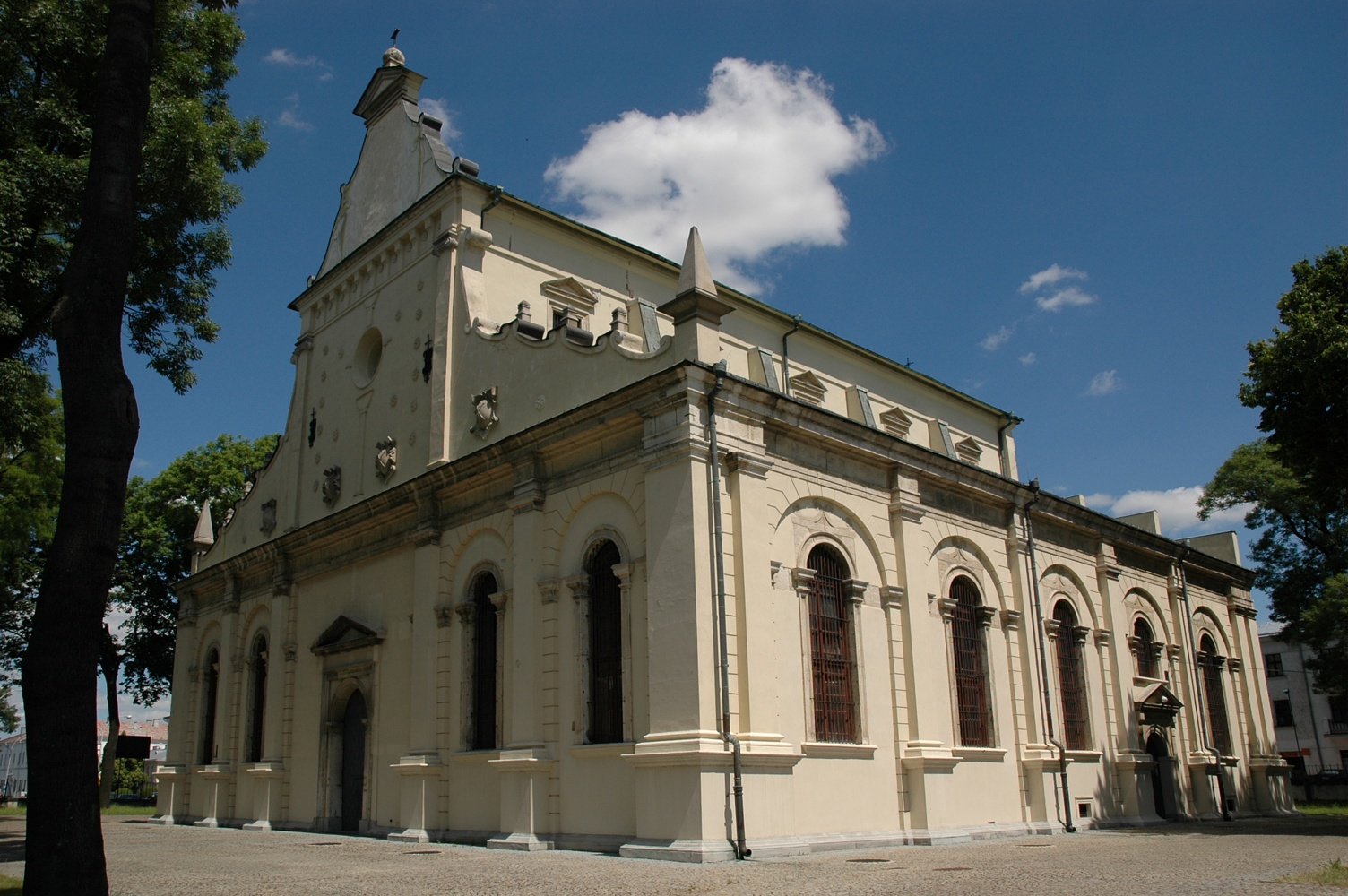
Catedral da Ressurreição do Senhor e São Tomé, Apóstolo

A maioria dos edifícios históricos estão concentrados na Cidade Velha. As principais características que distinguem a Cidade Velha de Zamość são: o traçado urbano preservado desde a sua criação, a regular Grande Praça do Mercado (100 × 100 metros) com a Prefeitura e o chamado edifícios residenciais armênios, bem como fragmentos de fortificações defensivas com baluartes que datam do período da partição russa.
O primeiro “Senhor de Zamość”, Jan Zamoyski, encarregou o arquiteto Bernardo Morando de projetar a cidade, que se referia a conceitos antropomórficos. A cabeça seria o Palácio Zamoyski, a espinha dorsal seria a rua Grodzka, atravessando a Grande Praça do Mercado de leste a oeste em direção ao palácio, e os braços seriam as ruas transversais, sendo as ruas principais a rua Solna (norte da Grande Praça do Mercado) e rua B. Morando (sul da Praça do Mercado). Nestas ruas também existem outros mercados: o Mercado Solny e o Mercado da Água, considerados órgãos internos da cidade. Os bastiões são braços e pernas usados para defesa.
Este sistema sobreviveu até hoje praticamente inalterado. É a principal atração para vários urbanistas e arquitetos que visitam Zamość, prova como os esforços foram feitos para implementar o conceito de uma cidade ideal.

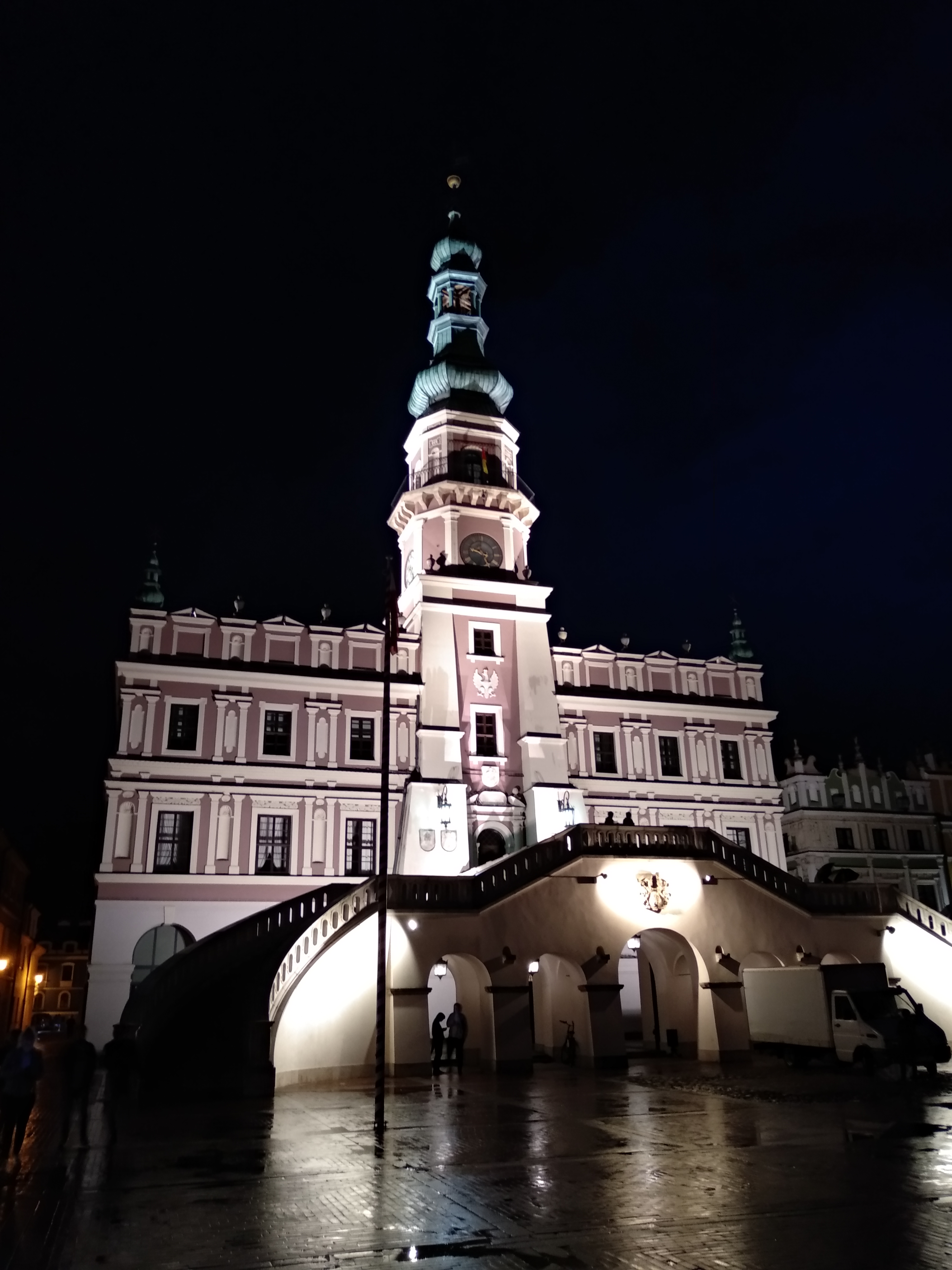
Prefeitura à noite

Em 1866, o invasor russo explodiu a maioria das fortificações defensivas, que anteriormente havia ampliado significativamente. Restam apenas o baluarte VII com uma parte das muralhas e dois cavaleiros, dando uma ideia das então fortificações. Em um dos bastiões, as autoridades russas estabeleceram uma prisão na qual Walerian Łukasiński foi preso (na rua W. Łukasińskiego).
Em 1992, a Cidade Velha de Zamość, um exemplo de desenvolvimento urbano renascentista, foi inscrita na Lista do Patrimônio Mundial da UNESCO.
Entre os muitos monumentos, que incluem edifícios seculares (a Biblioteca da Academia Zamojska), igrejas e edifícios religiosos antigos, edifícios da antiga população judaica e fragmentos da antiga Zamość Fortaleza, os mais notáveis são a Prefeitura de Mannerist-Baroque, o símbolo da cidade, reconstruída várias vezes, com suas escadas de ventiladores do século XVIII, e cortiços arqueados no Rynek Wielki (incluindo cortiços armênios do século XVII com sótãos).
Entre os muitos monumentos, que incluem edifícios seculares (a Biblioteca da Academia de Zamość), igrejas e antigos edifícios religiosos, edifícios da antiga população judia e fragmentos da antiga Fortaleza de Zamość, merecem atenção, entre outros, a câmara maneirista-barroca, símbolo da cidade, várias vezes reconstruída, com escadas em leque do século XVIII e edifícios residenciais com arcadas na Praça do Grande Mercado (incluindo edifícios residenciais armênios do século XVII com áticos).
Os edifícios maiores são: o Palácio Zamoyski, do final do século XVI, reconstruído em grande número nos séculos seguintes, e a Academia Zamojska (agora uma escola e faculdade) do século XVII. A igreja da Ressurreição do Senhor e São Tomé, Apóstolo (do final do século XVI) em estilo renascentista, com campanário separado, que serve também de torre de observação. As outras são as igrejas barrocas do século XVII: de Santa Catarina, a franciscana da Anunciação da Bem-Aventurada Virgem Maria e a antiga igreja greco-católica renascentista-barroca (igreja de São Nicolau).
A presença e história dos judeus em Zamość é mais claramente lembrada pela antiga sinagoga renascentista do início do século XX. O século XVII e as fortificações defensivas da cidade são fragmentos preservados da fortaleza de Zamość, incluindo o cavaleiro do século XIX, o único bastião VII construído na virada dos séculos XVI e XVII, 5 portões (Lubelska, Lwowska, Szczebrzeska), Zamojska Rotunda e muitos outros.
Poucos monumentos são também encontrados fora da Cidade Velha, e estes são principalmente edifícios da virada dos séculos XIX e XX, quando, após a liquidação da fortaleza, a cidade teve a oportunidade de se desenvolver e expandir em novas áreas.

## Turismo

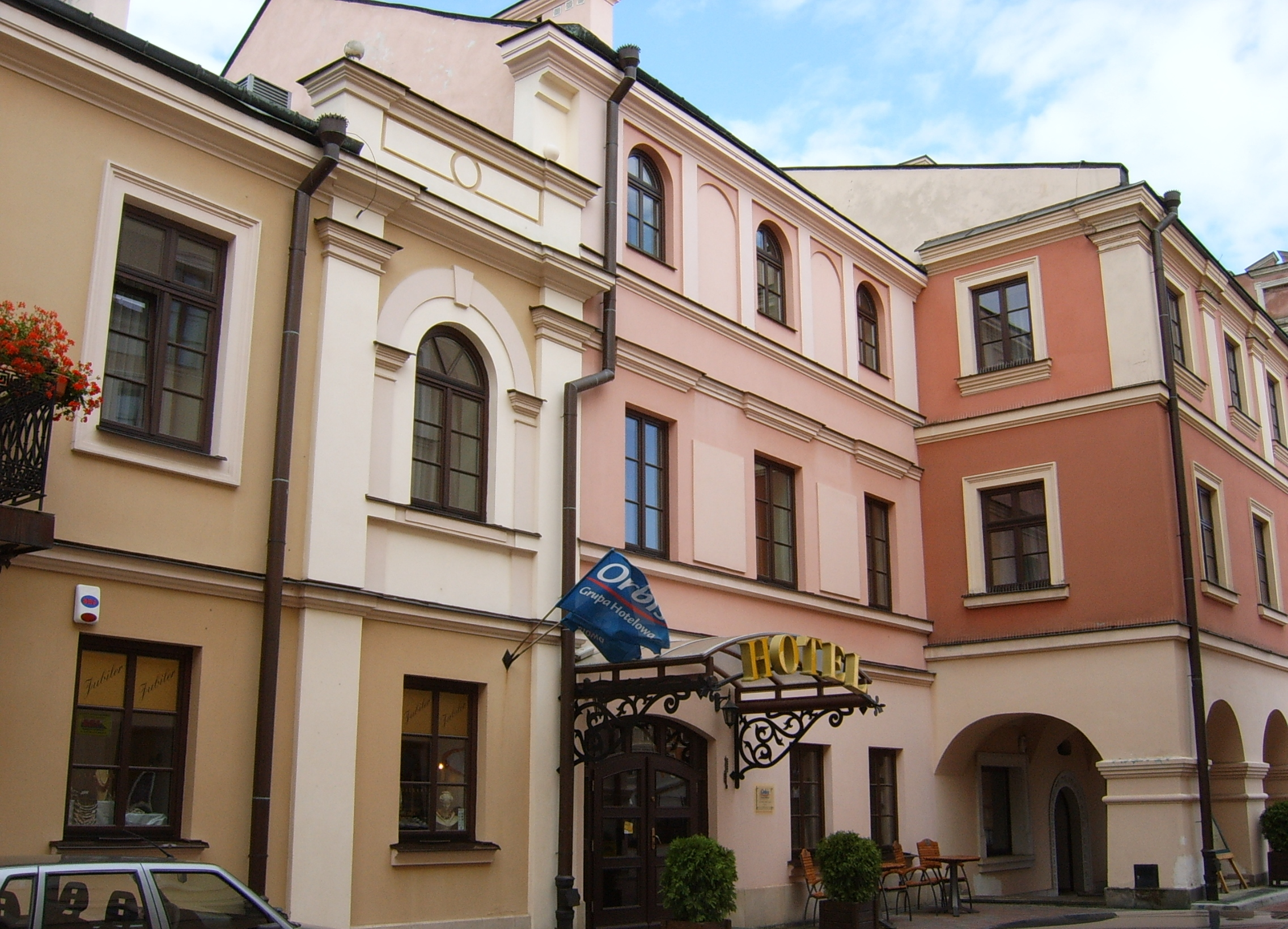
Hotel “Zamojski” (antigo Orbis e Mercure) em um quarteirão de edifícios no lado oeste da prefeitura

Devido à sua grande importância para a cultura e patrimônio da humanidade, a Cidade Velha de Zamość foi inscrita na prestigiosa Lista do Patrimônio Cultural Mundial da UNESCO.
Em 26 de junho de 2004, no “II Fórum de Cidades polonesas e Sítios da UNESCO”, cidades e instalações na Polônia, incluídos na Lista do Patrimônio Cultural Mundial da UNESCO, focado na Liga de Cidades e Sítios poloneses pela UNESCO, a fim de fornecer informações, cooperação e promoção.
A histórica Cidade Velha e as colinas Roztocze próximas fazem o turismo, que se desenvolveu após este evento, desempenhar um papel importante no turismo local. A cidade tem uma infraestrutura turística desenvolvida, dispõe de muitas instalações de alojamento (11 hotéis, numerosos motéis, quartos de hóspedes, pousadas e outros) e instalações de restauração, e destina-se especialmente aos turistas, Centro de Informação Turística e Histórica de Zamość (em duas instalações: na prefeitura e em Planty), facilitando a estadia e passeios pela cidade. Zamość é também uma base para Roztocze.

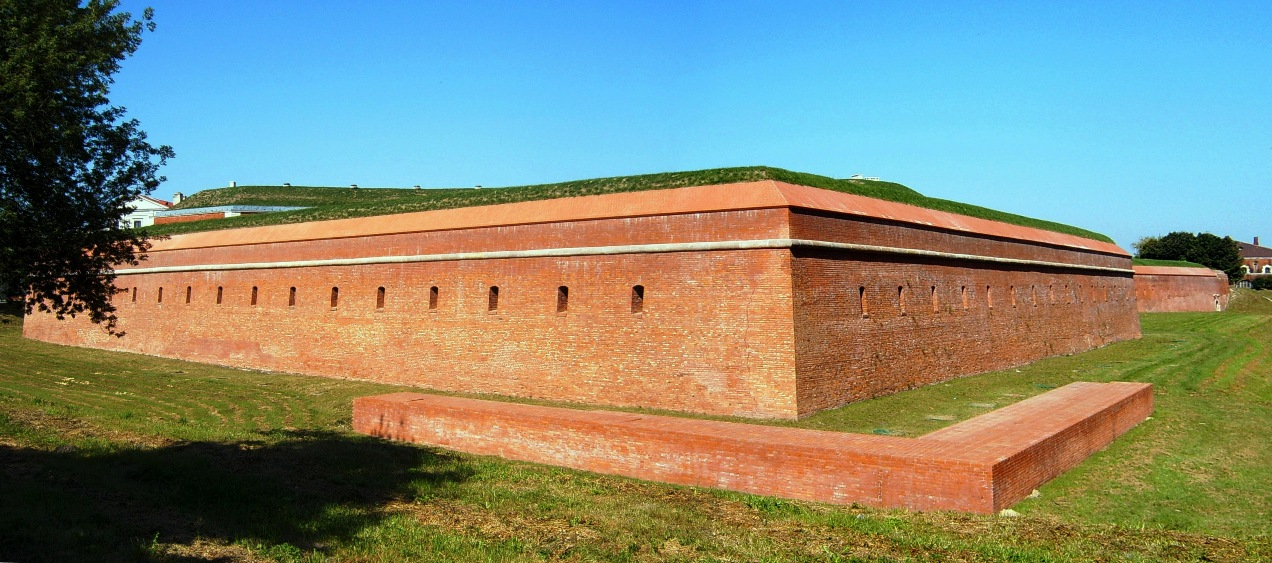
O único bastião sobrevivente VII com uma trilha turística

Também abriga uma filial da Sociedade polonesa de Turismo (na Cidade Velha).
Além da histórica Cidade Velha e da Rotunda com museus e galerias, uma atração interessante da cidade é o único zoológico da voivodia de Lublin (um dos três no lado leste do rio Vístula, além de Varsóvia e Płock).
A Trilha Turística Władysław Podobińsk começa na estação de trem passando por Roztocze Środkowe: Parque Paisagístico Krasnobrodzki, Krasnobród, colina Wapielnia, até Susiec, junto ao qual está localizado o Parque Paisagístico da Floresta Solska. A ciclovia vermelha começa na Cidade Velha, e leva a Nielisz, onde corre a Ciclovia Oriental Green Velo.
A atratividade de Zamość também é enfatizada pelo reconhecimento da Cidade Velha como uma das “Sete Maravilhas da Polônia”, selecionada em 2007 em um plebiscito anunciado pelo diário Rzeczpospolita, entre 27 instalações indicados na Polônia.

### Trilhas turísticas
- Trilha Turística Władysław Podobińsk[26]
- Trilha do Renascimento de Lublin[27]

### Ciclovias
- Zamość – Nielisz (Green Velo)
- Ciclovia da comuna de Zamość (à beira de Roztocze): Mokre – Hubale – Wychody – Skaraszów – Wólka Wieprzecka – Wierzchowiny – Zarzecze – Lipsko-Polesie – Lipsko – Lipsko-Kosobudy – Białowola – Pniówek – Zwódne – Skokówka[28]

## Cultura e arte

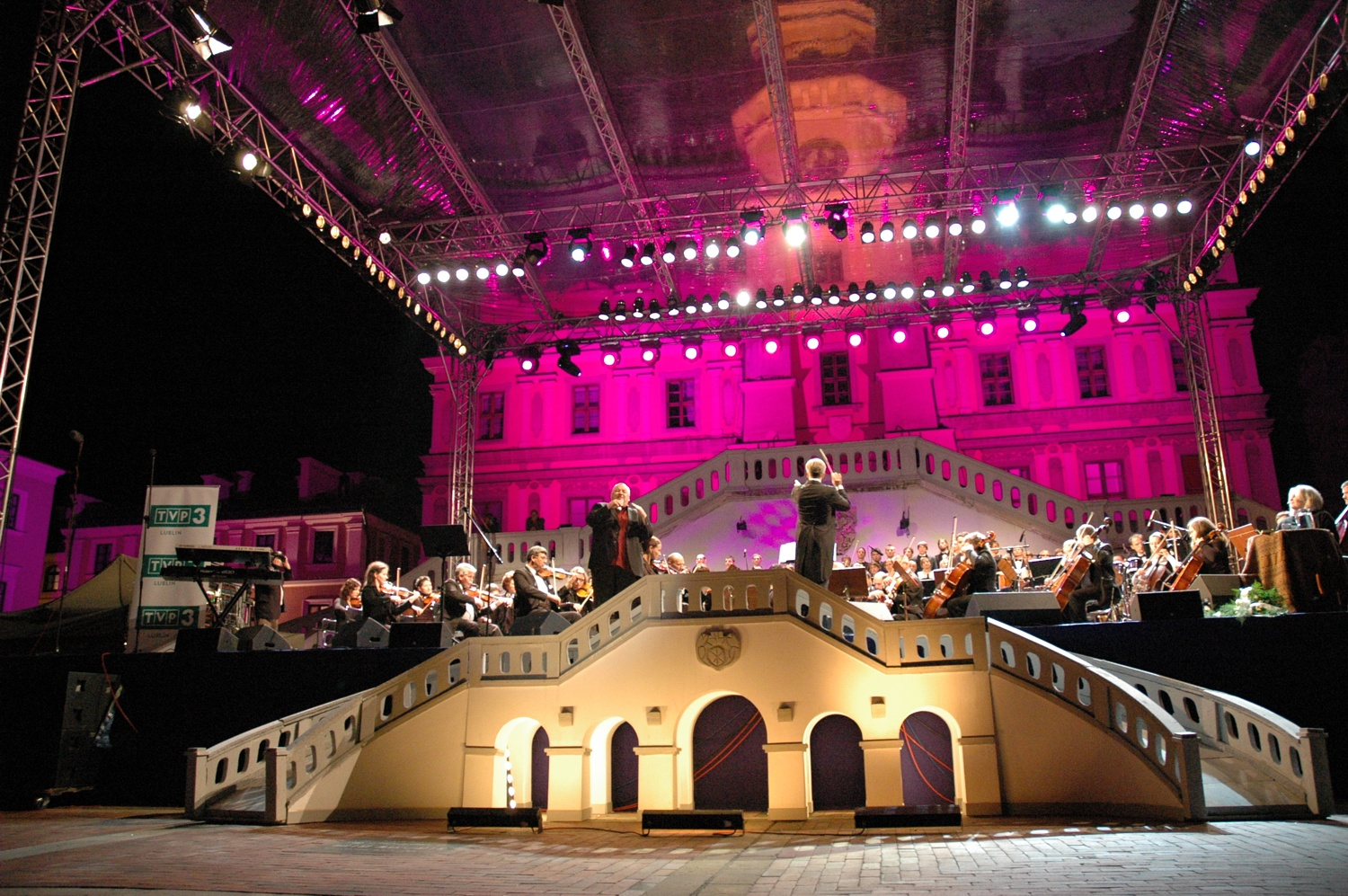
1.º Festival de Cultura de Zamość Marca Grechuta

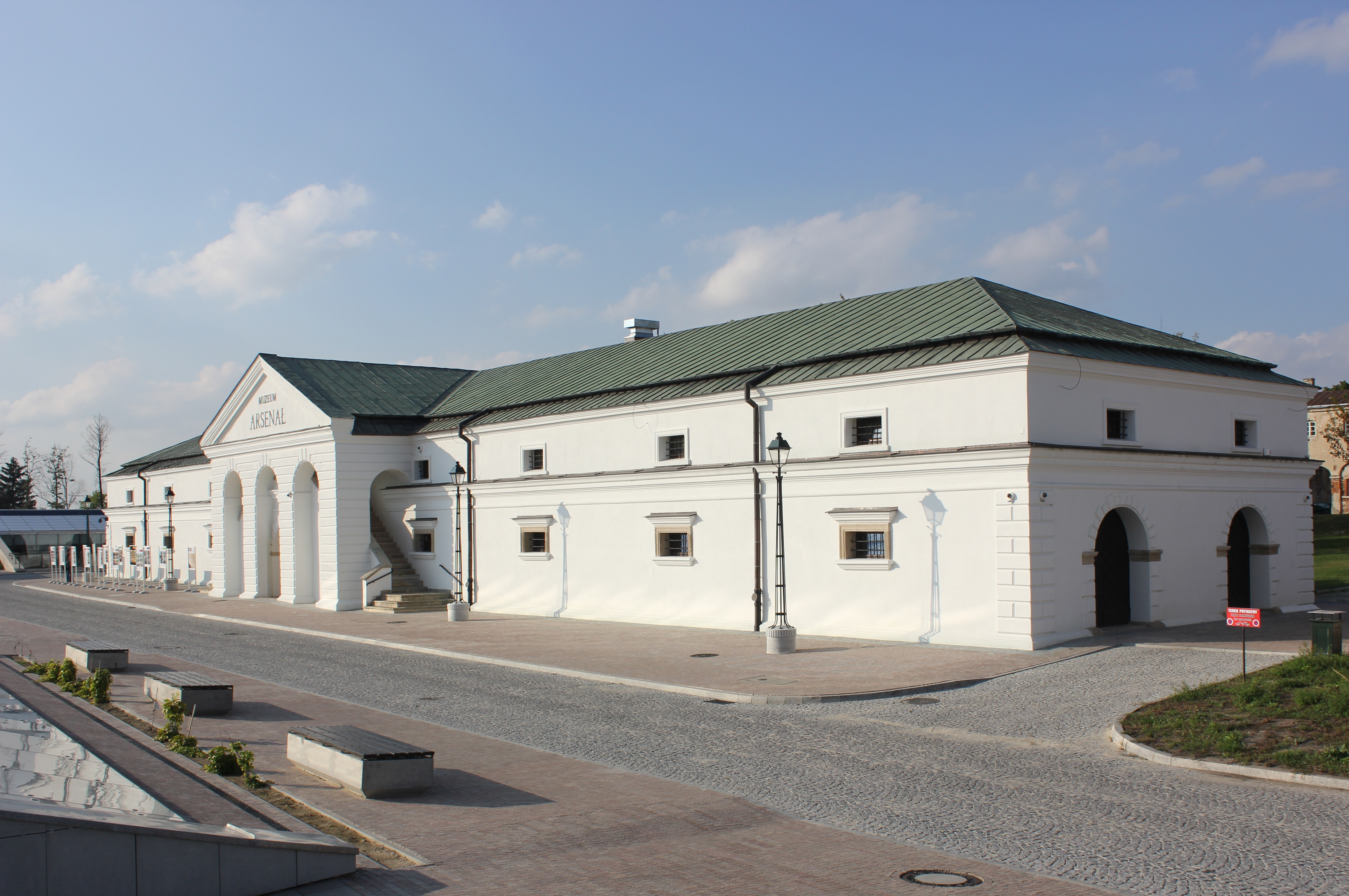
Museu de Fortificações e Armas “Arsenal”

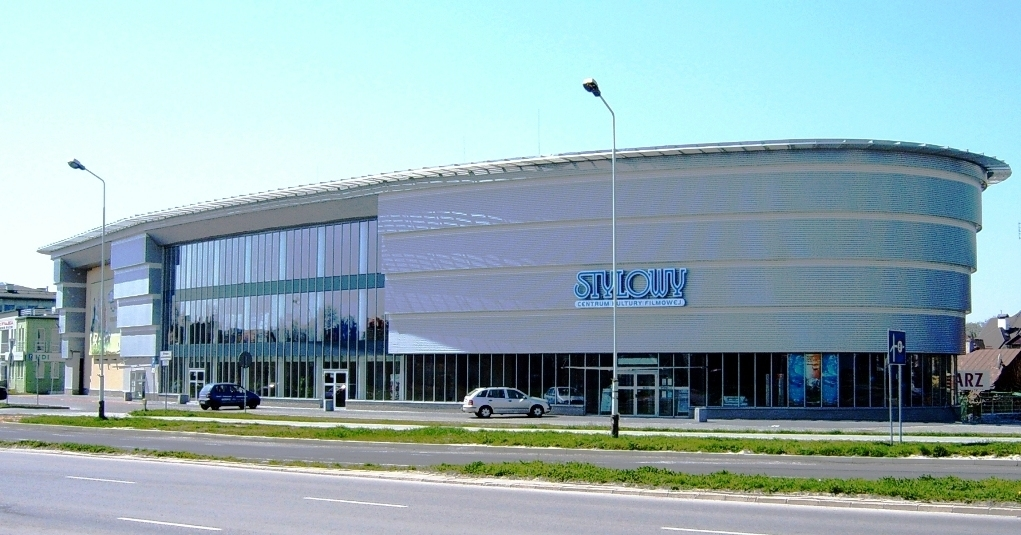
Centro de Cultura Cinematográfica (cinema) “Stylowy”

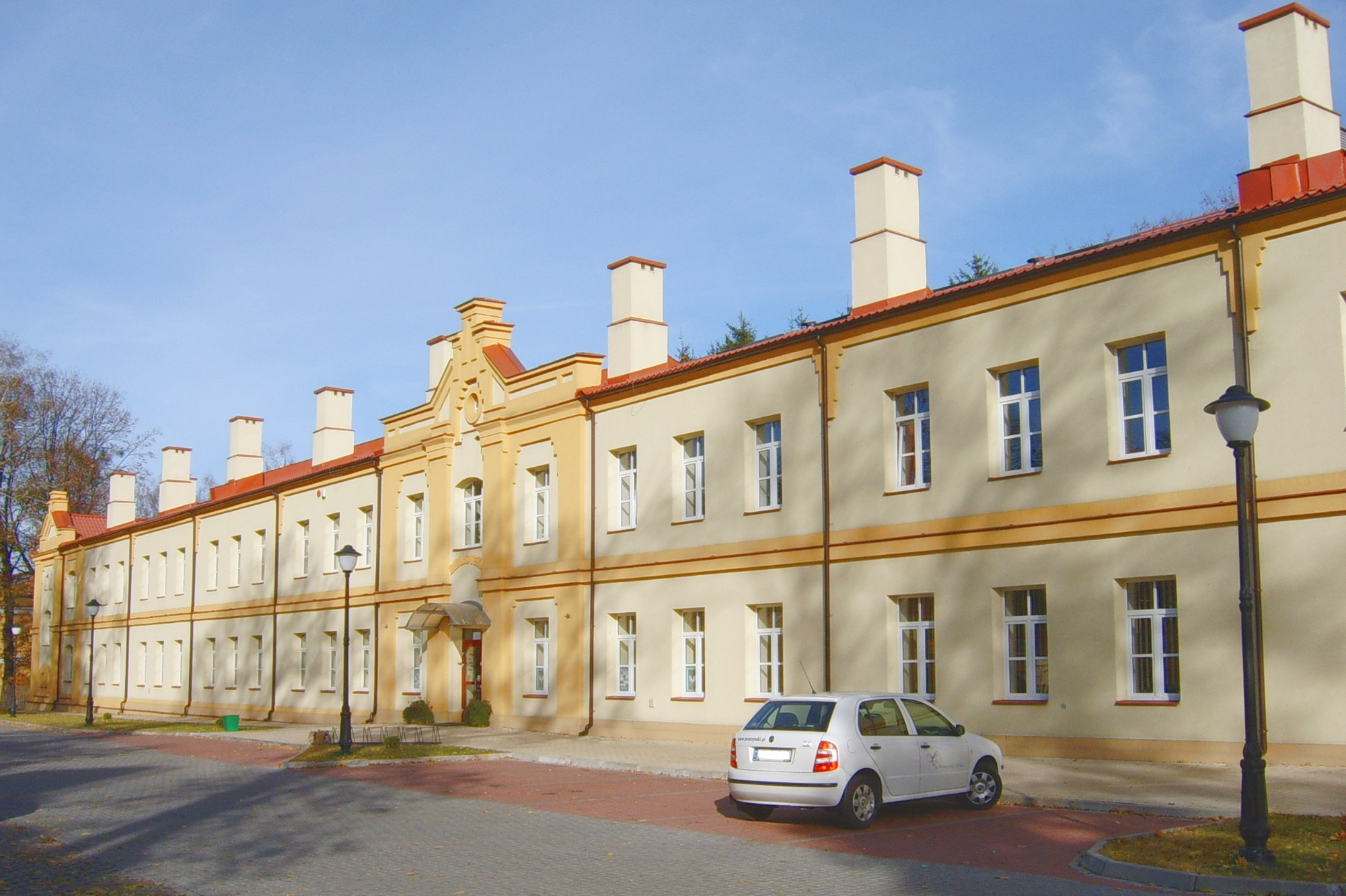
Biblioteca e o Centro Cultural da Juventude

### Vida cultural
A cultura tem sido uma área da vida da cidade desde a sua fundação, e é semelhante hoje - Zamość é também o centro cultural da região. A sua função criadora de cultura é realçada por várias organizações e instituições culturais que aqui operam, graças às quais se realizam inúmeros eventos nacionais e internacionais relacionados com teatro, folclore, música, história e outros campos da arte. Mais famosos na cidade, realizados anualmente, são, entre outros: o Teatro de Verão de Zamość, com apresentações na Grande Praça do Mercado (desde 1976), o Festival Internacional de Artes Intuitivas “Fortalicje”, o Festival Folclórico Internacional “Eurofolk”, “Jazz na Kresach”, o novo (desde 2007) Festival da Cultura de Zamość, os Dias Internacionais do Filme Religioso “Sacrofilme” (festival de cinema), ou “Tempestade da Fortaleza de Zamość”, durante o qual é apresentada a encenação da vitória na batalha com os tártaros e cossacos em 1648.
A área também conta com:
Entre as organizações especialmente ligadas à música, destacam-se o Conjunto de Canção e Dança “Zamojszczyzna” e a Orquestra Sinfônica Karol Namysłowski (antiga Orquestra polonesa de Włościańska). Zamość é também um centro de preservação da cultura popular local (Zamojszczyzna), como evidenciado por associações e eventos locais, a “Feira do Hetman”, que também promove a cozinha regional, típica das regiões de Zamość e Lublin.
Em Zamość, a Associação para a Comemoração dos Poloneses Assassinados na Volínia está ativa desde 1992, comemorando as vítimas do genocídio cometido pelos nacionalistas ucranianos do Exército Insurreto Ucraniano e da Organização dos Nacionalistas Ucranianos e organizando reuniões e reencontros de antigos habitantes das Fronteiras Orientais e seus descendentes.

### Instalações culturais
Em Zamość existem inúmeros centros que mantêm a vida cultural da cidade, como centros comunitários, museus, galerias de arte, cinema e bibliotecas. O principal centro cultural é a Casa da Cultura de Zamość, em funcionamento desde 1964, operando em muitas áreas da cultura. Além disso, existe o Centro de Cultura Juvenil Kornel Makuszyński, destinado principalmente a crianças e jovens, o Centro Comunitário “Okrąglak” operando nos bairros residenciais de uma associação habitacional e o Clube da Guarnição na unidade militar.
Os seguintes museus estão disponíveis: o Museu Zamość, que ocupa os Edifícios residenciais Armênios (ao lado da prefeitura, na fachada norte da Grande Praça do Mercado), sua filial - o Museu “Arsenal” de Fortificações e Armas com um pavilhão de exposição com equipamento militar, o Museu Sacro da Catedral de Zamość em dois edifícios - na casa dos vigários e no Infułatka perto da catedral, o Museu Diocesano na cúria do bispo, o Museu do Martírio “Rotunda”, pequeno, mas um dos poucos na Polônia, o Museu de Tecnologia de Estradas e Pontes do Distrito de Lublin e o Museu da 3.ª Divisão de Infantaria das Legiões relacionado aos militares. Em 2011, a cidade foi enriquecida com outro - o Centro “Sinagoga” da Fundação para a Preservação da Herança Judaica com o Museu Multimídia dos Judeus de Zamość e Arredores, localizado na antiga sinagoga, revitalizada nos últimos anos. Outro novo museu inaugurado em Zamość em 2020 é o Museu Roztocze da República Popular da Polônia.
Após os trabalhos de renovação, o interior do Bastião VII, o baluarte adjacente e a cortina conectada também podem ser visitados, através dos quais uma rota turística combinada está disponível - o próprio baluarte também abriga uma extensa exposição sobre “o desenvolvimento das fortificações”. Foi também criado um novo percurso turístico no porão do anexo da Prefeitura.
As galerias de arte são principalmente o “Escritório de Exposições de Arte - Galeria Zamojska” na Cidade Velha, uma pequena Galeria de Fotos “Ratusz” e a Galeria da Escola Secundária de Arte “Pod Madonną” e a Galeria Jovem “Okrąglak”, apresentando obras principalmente de crianças e adolescentes. Além disso, em 2014, foi inaugurada uma exposição única de uma coleção particular de xadrez “Chess of the World”.
A cidade conta atualmente com apenas uma sala de cinema, mas com quatro salas de projeção - trata-se do Centro de Cultura Cinematográfica “Stylowy” (inaugurado em 2010, substituindo o cinema anterior de mesmo nome, que ficava no Clube da Guarnição, onde, por sua vez, havia um cinema militar chamado “Dédalo”. Há também um Cineclube ao lado do cinema. Entre os acontecimentos relacionados com a filmografia em Zamość, foi filmado aqui O Caso Pekosiński sobre Bronisław Pekosiński - um cidadão de Zamość, que nele se interpretou.
Existem várias bibliotecas, incluindo a Livraria Stanisław Zamoyski, que, além do edifício principal (tomado pela cidade do quartel vizinho), também tem 6 sucursais em Zamość. Outros incluem a Biblioteca Pedagógica, o Arquivo do Estado e uma pequena biblioteca no Clube da Guarnição.

### Mídia local
Os jornais locais são: Tygodnik Zamojski, Kronika Tygodnia e o semanário gratuito Nowy Kurier Zamojski. Há também a filial em Zamość do Dziennik Wschodni, e o trimestral Zamojski Kwartalnik Kulturalny. As estações de rádio locais são: a Rádio Católica de Zamość, a Rádio Eska Zamość (em regime de franquia) e a Rádio Złote Przeboje Zamość, e as estações de televisão são: Telewizja Zamość Tele-Top e Telewizja Zamość “zamosc.tv”. Existem também portais locais de internet (roztocze.net, ezamosc.pl, zamosconline.pl, portalzamojski.pl, gazetamiasta.pl, zamosc.naszemiasto.pl, zyciezamoscia.pl).

## Comunidades religiosas

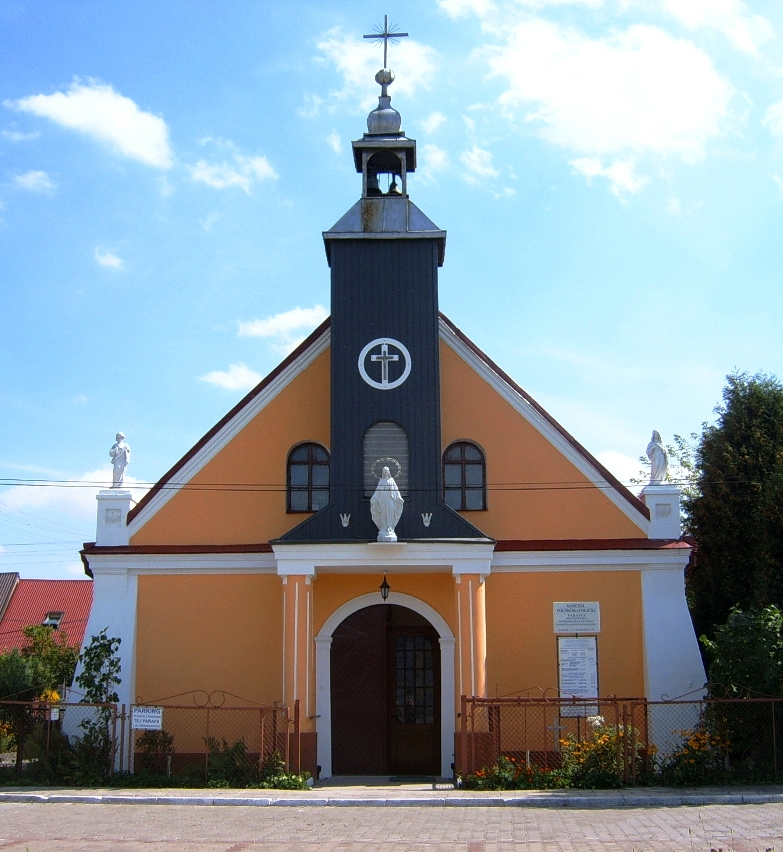
Igreja católica polonesa do Sagrado Coração de Jesus e da Natividade da Bem-Aventurada Virgem Maria

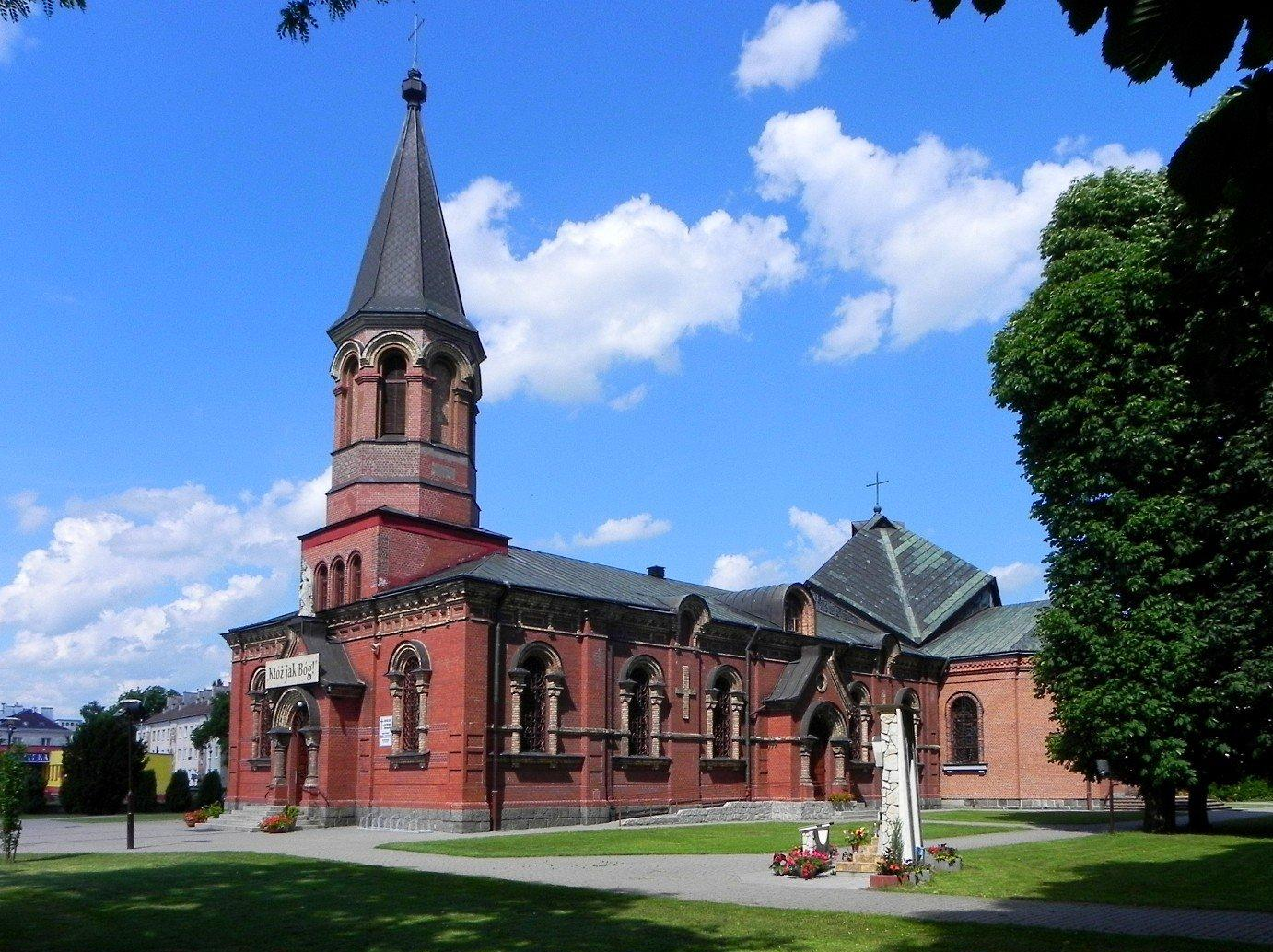
Igreja de São Miguel Arcanjo (antiga igreja da guarnição)

### Catolicismo
- Igreja Greco-Católica:
  - No centro pastoral de Zamość, os serviços são realizados na igreja católica romana de São Nicolau.[74]
- Igreja Católica de Rito Latino (forania de Zamość):[75]
  - Paróquia do Santo Irmão Alberto[76]
  - Paróquia militar de São João de Deus[77]
  - Paróquia da Santa Cruz[78]
  - Paróquia de Nossa Senhora Rainha da Polônia[79]
  - Paróquia de São Miguel Arcanjo[80]
  - Paróquia da Divina Misericórdia[81]
  - Paróquia da Divina Providência[82]
  - Paróquia da Ressurreição e São Tomé, Apóstolo[83]
  - Paróquia da Anunciação da Bem-Aventurada Virgem Maria[84]

- Fraternidade Sacerdotal de São Pio X:
  - Capela de Santo Antônio[85]

- Igreja Católica Polonesa na República da Polônia:
  - Paróquia do Sagrado Coração de Jesus e da Natividade da Bem-Aventurada Virgem Maria[86]

### Ortodoxia
- Igreja Ortodoxa Polonesa:
  - Paróquia de São Nicolau Milagroso[87]

### Protestantismo
- Comunidade Cristã Evangélica:
  - Posto missionário Zamość 1[88]
  - Posto missionário Zamość 2 (Língua gestual polonesa)[88]
  - Posto missionário Zamość 3[88]
- Igreja Adventista do Sétimo Dia:
  - Congregação da Igreja Adventista do Sétimo Dia[89]
- Igreja Evangélica da Fé na Polônia:
  - Igreja Evangélica da Assembleia de Deus em Zamość[90]
- Igreja dos Cristãos Evangélicos na Polônia:
  - Congregação da Igreja dos Cristãos Evangélicos[91]
- Igreja Pentecostal na Polônia:
  - Igreja em Zamość[92]

### Testemunhas de Jeová
Quatro congregações usando Salões do Reino na rua Korczaka 6 e na rua Graniczna 5A:
- Zamość-Sul (incluindo o grupo de língua ucraniana)
- Zamość-Norte
- Zamość-Leste
- Zamość-Oeste

### Outras
Anteriormente havia uma igreja armênia em Zamość, no lugar do atual hotel “Renesans” na Cidade Velha, na rua Greckiej. Foi construída no final do século XVI, mas foi demolida durante as partições da Polônia (na primeira metade do século XIX).
As antigas sinagogas preservadas (nas Cidades Velha e Nova) não são mais usadas como casas de oração para os seguidores do judaísmo.
Há também um centro budista Caminho do Diamante na cidade.

### Cemitérios
Entre os cemitérios, o maior, com as lápides e monumentos mais antigos, é o cemitério paroquial católico romano na rua Peowiaków, criado no início do século XIX. Juntamente com a capela, a casa do coveiro e a árvore, está incluída na lista de monumentos de Zamość. Os outros são: o cemitério municipal na rua Braterstwa Broni (fundado em 1978), um pequeno cemitério ortodoxo e católico romano na rua M. Bołtucia (com uma pequena igreja), o cemitério de guerra da Segunda Guerra Mundial de soldados do Exército Interno, soldados soviéticos e judeus em Rotunda, e um pequeno cemitério de soldados soviéticos na rua Szwedzkiej.
Antes da Segunda Guerra Mundial, havia também um antigo cemitério judeu (ao norte da rua Partyzantów). O novo cemitério judeu em Zamość foi fundado em 1907. O último enterro conhecido ocorreu lá em 1941 - foi devastado durante a guerra. Em 1950, foi construído em seu lugar um lapidário, encimado por uma placa com a inscrição: “Não matarás”.

## Administração e governo local

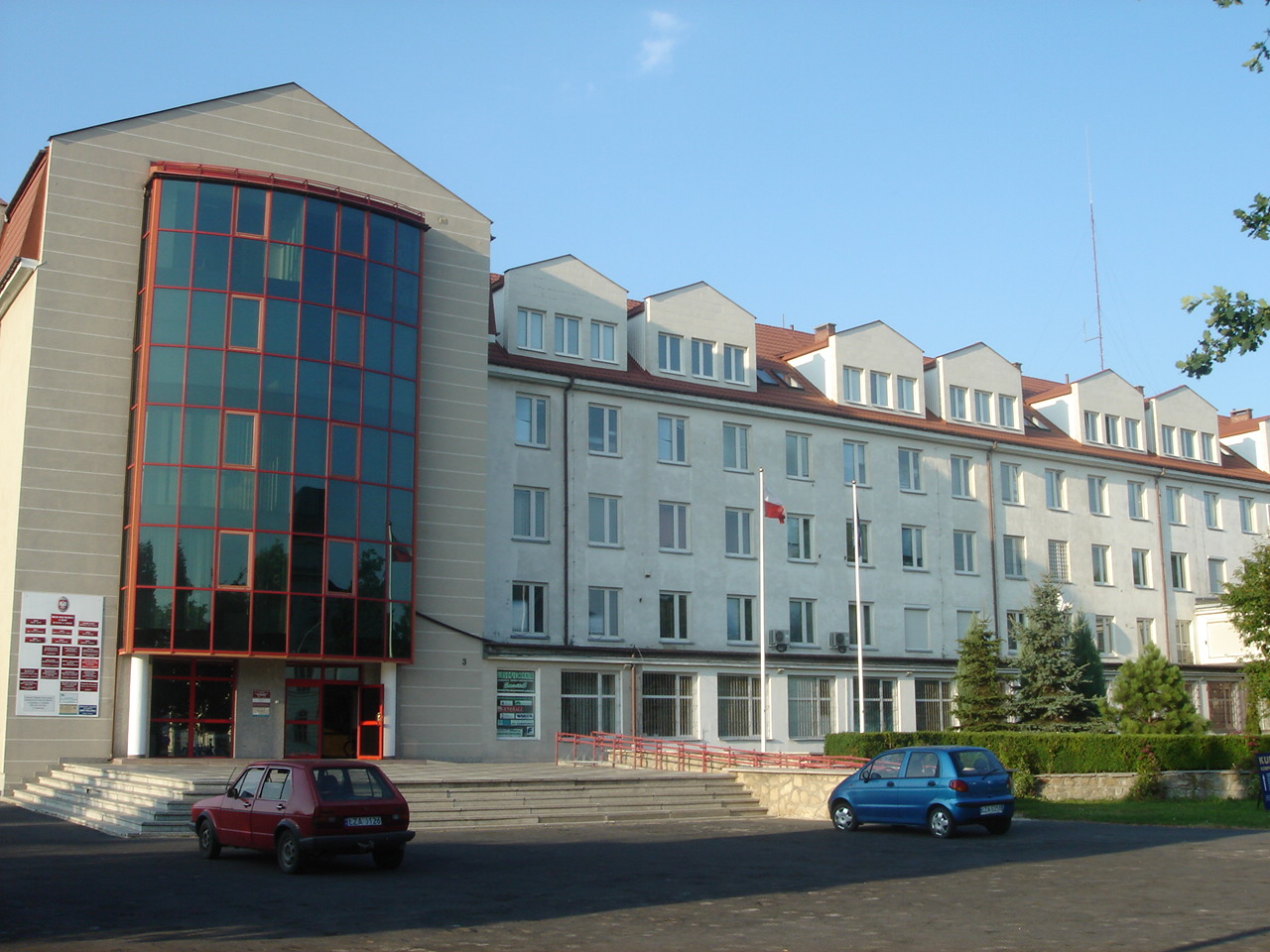
Edifício com a filial da Universidade de Varsóvia e outras instituições na rua Partyzantów

### Escritórios e instituições
Numerosos escritórios e instituições em escala local estão concentrados aqui, o que também está relacionado ao antigo estatuto de Zamość como cidade provincial (voivodia de Zamość). Existem, Delegações do Gabinete da Voivodia de Lublin e do Gabinete do Marechal, tribunais distritais e promotorias, o Gabinete Distrital de Medidas, o escritório distrital do trabalho e o ramo provincial. Devido à proximidade da cidade com a fronteira do país, há uma alfândega e uma filial.
Além disso, em Zamość existe o Centro Provincial de Trânsito Rodoviário e muitos outros, principalmente sucursais ou centros fora da cidade de outras instituições provinciais (Serviço de Estatística, Gabinete de Controle Fiscal), bem como locais (inspetorias do Fundo de Seguro Social Agrícola e da Instituição de Seguro Social, Secretaria de Finanças, Gabinete da Comuna de Zamość, Estação sanitária-epidemiológica, 10 agências de correio e a filial do Escritório de Medição Distrital em Varsóvia).

### Governo local
A Câmara Municipal de Zamość é atualmente composta por 23 vereadores.
O órgão executivo em Zamość é o prefeito da cidade, embora a população não exceda 100 mil habitantes - está relacionado ao estatuto de cidade anterior (e cidades com nomes historicamente aceitos). Atualmente, essa função é desempenhada por Andrzej Wnuk, que venceu as eleições municipais em 2014 com o presidente anterior, Marcin Zamoyski, associado ao fundador da cidade, e reeleito nas eleições municipais de 2018.

### Distritos e conjuntos habitacionais
Zamość está oficialmente dividida em 16 distritos com o estatuto de conjuntos habitacionais, ou seja, unidades auxiliares da cidade. Nos limites de algumas unidades existem vários conjuntos habitacionais (com o mesmo nome ou outro; 1-26), que não têm o estatuto de unidade auxiliar.

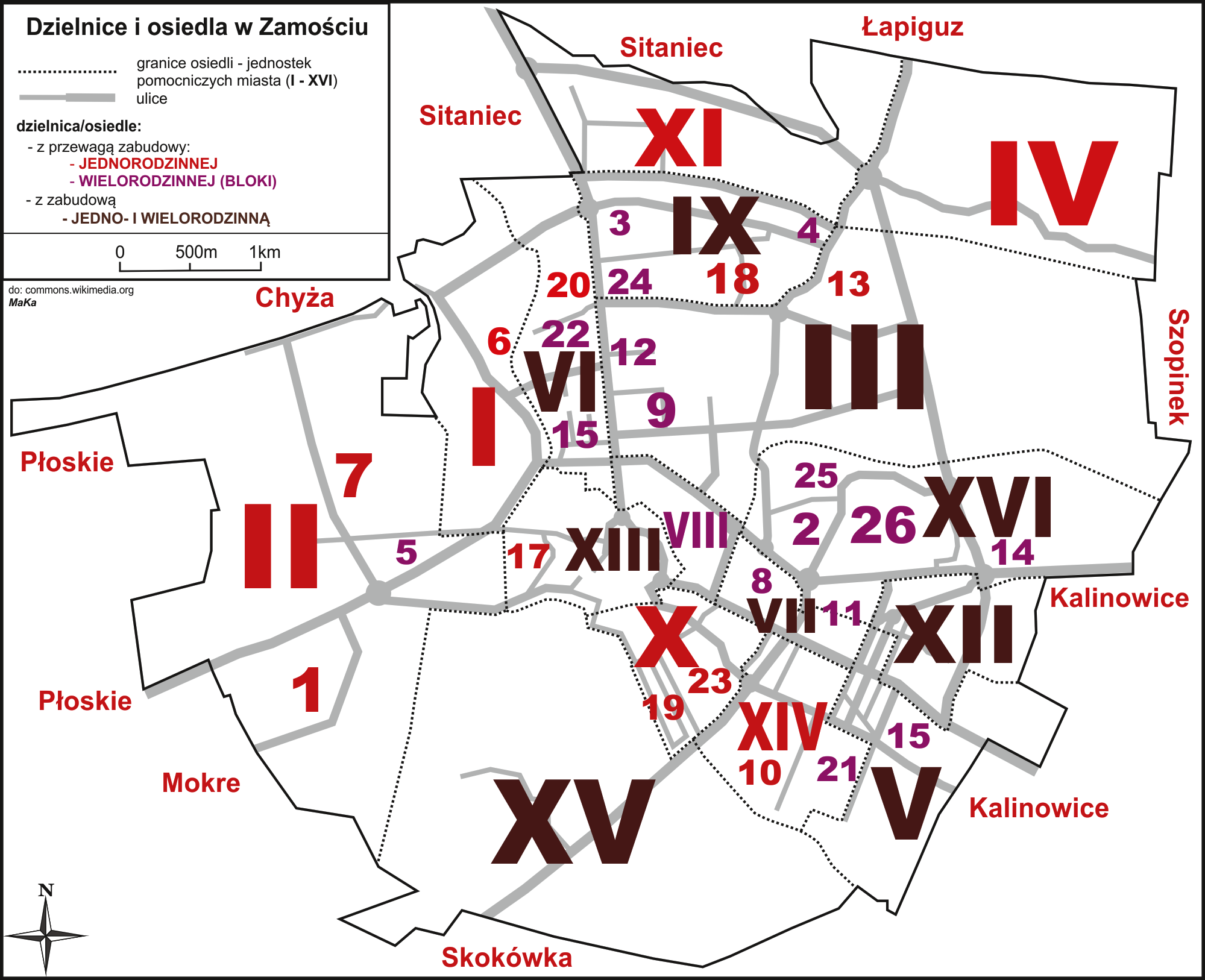
Planta de Zamość com uma divisão em distritos e conjuntos habitacionais

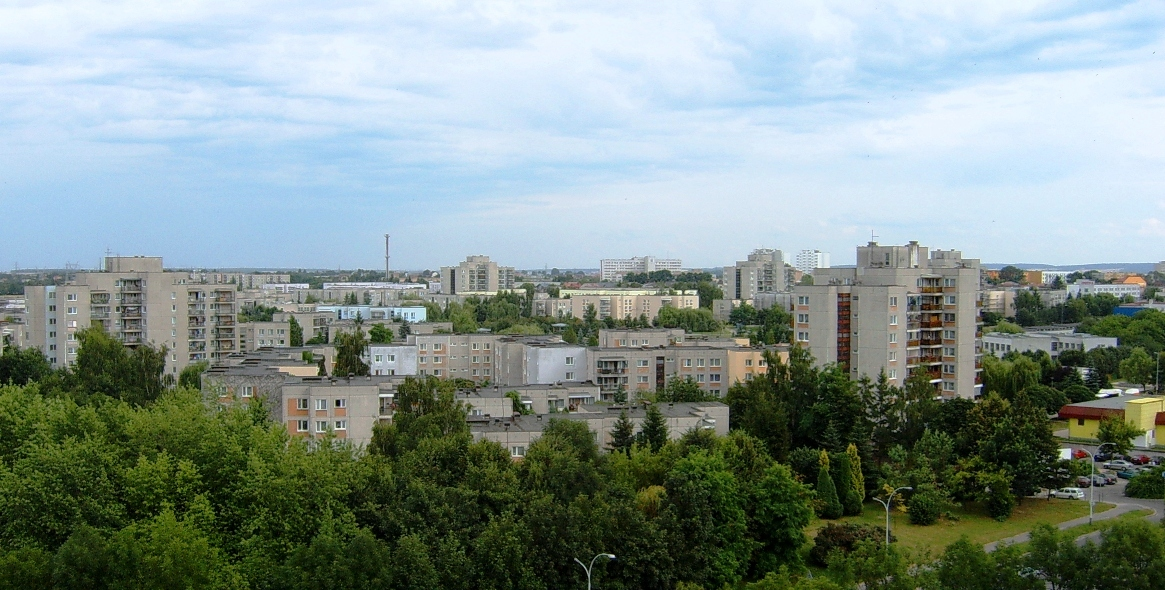
Conjunto habitacional J. Zamoyskiego na Cidade Nova

| Unidades auxiliares da cidade | Conjuntos habitacionais |
| ----------------------------- | --- |
| I. Janowice                   | 6. conjunto habitacional Janowice Duże |
| II. Karolówka                 | 1. conjunto habitacional Błonie, 5. conjunto habitacional Heweliusza, 7. conjunto habitacional Karolówka                                                                                                |
| III. Kilińskiego              | 9. conjunto habitacional Kilińskiego, 12. Koszary, 13. conjunto habitacional Królów Polskich |
| IV. Majdan                    | conjunto habitacional Majdan |
| V. Nowe Miasto                | 15. conjunto habitacional Młyńska |
| VI. Orzeszkowej-Reymonta      | 16. conjunto habitacional Orzeszkowej, 20. conjunto habitacional Reymonta, 22. conjunto habitacional Wiejska                                                                                            |
| VII. Partyzantów              | 8. conjunto habitacional Kiepury, 11. conjunto habitacional Konopnickiej |
| VIII. Planty                  | conjunto habitacional Planty |
| IX. Powiatowa                 | 3. conjunto habitacional Brzozowa, 4. conjunto habitacional Energetyk, 18. conjunto habitacional Powiatowa, 24. conjunto habitacional Wojska Polskiego                                                  |
| X. Promyk                     | 19. conjunto habitacional Promyk, 23. conjunto habitacional Wiśniowa |
| XI. Rataja                    | conjunto habitacional Rataja |
| XII. Słoneczny Stok           | conjunto habitacional Słoneczny Stok |
| XIII. Stare Miasto            | 17. conjunto habitacional Podgroble |
| XIV. Świętego Piątka          | conjunto habitacional Świętego Piątka, 10. conjunto habitacional Kompozytorów, 21. conjunto habitacional Świerkowa Aleja                                                                                |
| XV. Zamczysko                 | conjunto habitacional Zamczysko |
| XVI. Jana Zamoyskiego         | 2. conjunto habitacional Bohaterów Monte Cassino, 11. conjunto habitacional Konopnickiej, 14. conjunto habitacional Małe Ciche, 25. conjunto habitacional Zakole, 26. conjunto habitacional Zamoyskiego |

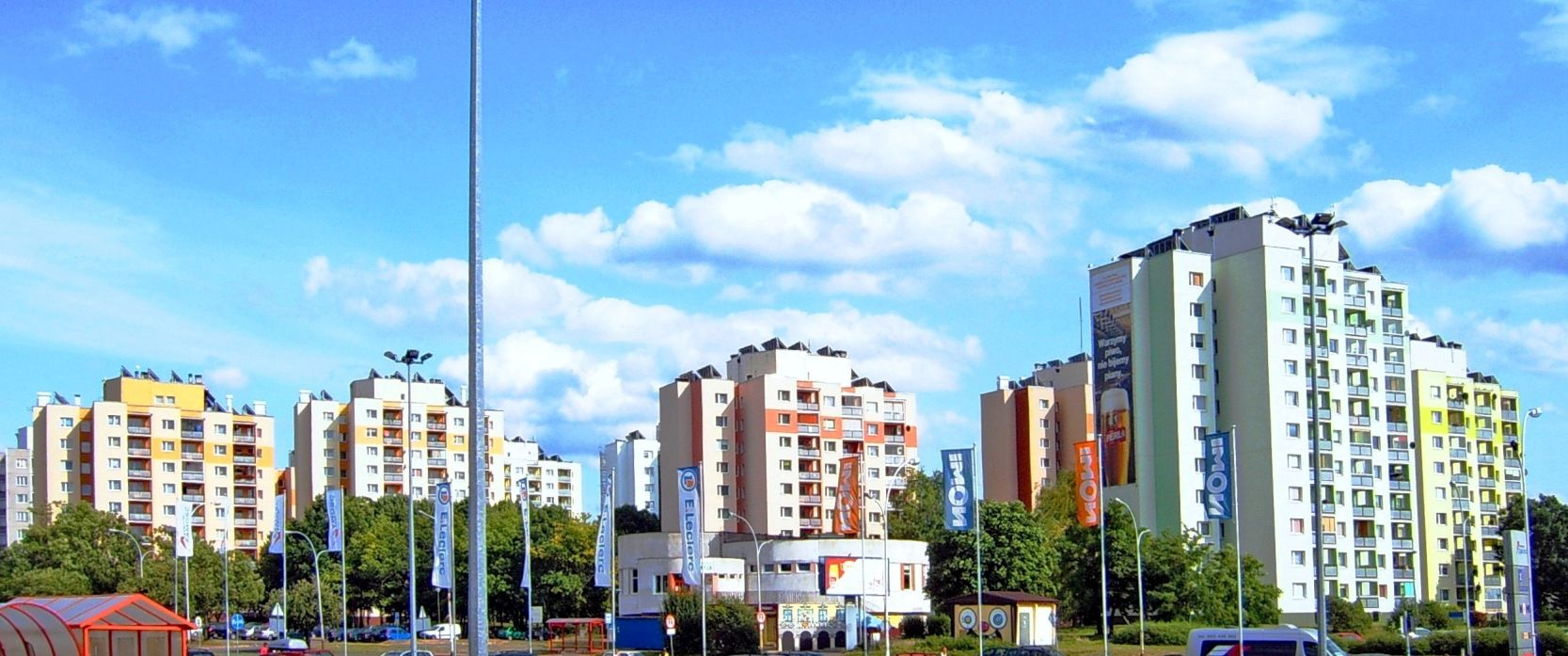
Blocos de apartamentos na rua S. Wyszyński (conjunto Jan Zamoyskiego)

A parte sudeste e bastante extensa de Zamość é comumente referida pelos moradores como a Cidade Nova, constituindo um distrito separado ou parte da cidade. No entanto, inclui não apenas a unidade com o mesmo nome - Nowe Miasto - mas também as vizinhas Święty Piątek, Partyzantów, Słoneczny Stok e Zamoyskiego.
Os conjuntos habitacionais suburbanos com habitação unifamiliar incluem algumas aldeias vizinhas de caráter urbano-rural (zona suburbana, subúrbio), que mais se assemelham a uma parte de uma cidade do que a uma aldeia típica. Estes são, entre outros: Skokówka, Kalinowice, parte das aldeias de Mokre, Płoskie e Sitaniec.

## Demografia
Conforme os dados do Escritório Central de Estatística da Polônia (GUS) de 31 de dezembro de 2022, Zamość é uma cidade pequena com uma população de 58 942 habitantes (2.º lugar na voivodia de Lublin e 67.º na Polônia), tem uma área de 30,3 km² (10.º lugar na voivodia de Lublin e 180.º lugar na Polônia) e uma densidade populacional de 1 943 hab./km² (2.º lugar na voivodia de Lublin e 56.º lugar na Polônia). Nos anos 2002–2021, o número de habitantes diminuiu 7,2%.
Os habitantes de Zamość constituem cerca de 2,91% da população da voivodia de Lublin.
| Descrição                         | Total      | Total    | Mulheres   | Mulheres | Homens     | Homens   |
| --------------------------------- | ---------- | -------- | ---------- | -------- | ---------- | -------- |
| unidade                           | habitantes | %        | habitantes | %        | habitantes | %        |
| população                         | 58 942     | 100      | 31 506     | 53,5     | 27 436     | 46,5     |
| superfície                        | 30,3 km²   | 30,3 km² | 30,3 km²   | 30,3 km² | 30,3 km²   | 30,3 km² |
| densidade populacional (hab./km²) | 1 943      | 1 943    | 1 039,5    | 1 039,5  | 903,5      | 903,5    |

O período de crescimento particularmente rápido e dinâmico do número de habitantes foi a virada das décadas de 1970 e 1980, quando Zamość recebeu o estatuto de cidade de voivodia.
Até 1982 o aumento natural foi de 15,46%, e nos anos seguintes começou a diminuir gradativamente para 1,69% em 2004.
Zamość registrou sua maior população em 30 de junho de 1999, com 68 349 habitantes. Em 31 de dezembro de 1999, a população real da cidade havia caído em mais de 1 000 habitantes em comparação com os números publicados seis meses antes, apesar do crescimento real positivo. Desde esse ano, a migração líquida também tem sido negativa (-4; registrada pela primeira vez desde a década de 1950), que se intensificou nos anos seguintes, e desde 2002 tem sido decisiva para o crescimento real negativo, apesar da taxa de natalidade constantemente positiva. Após a mencionada queda em 1999, o número de moradores de Zamość estava constantemente flutuando, mas apenas ligeiramente, em um nível semelhante (aprox. 64-67 mil).
Muitos fatores levaram a tal situação, incluindo que principalmente os jovens estavam deixando a cidade, por exemplo, em busca de um emprego melhor. No entanto, também está relacionado com as numerosas realocações de moradores da cidade para aldeias suburbanas (suburbanização), onde novas casas unifamiliares estão sendo construídas atualmente.
Do total da população ocupada, a maioria trabalha nos serviços - 72,1% (com uma ligeira predominância dos serviços mercantis), enquanto na indústria e construção - cerca de 19,4%; os restantes 8,5% estão empregados na agricultura e silvicultura.

## Educação

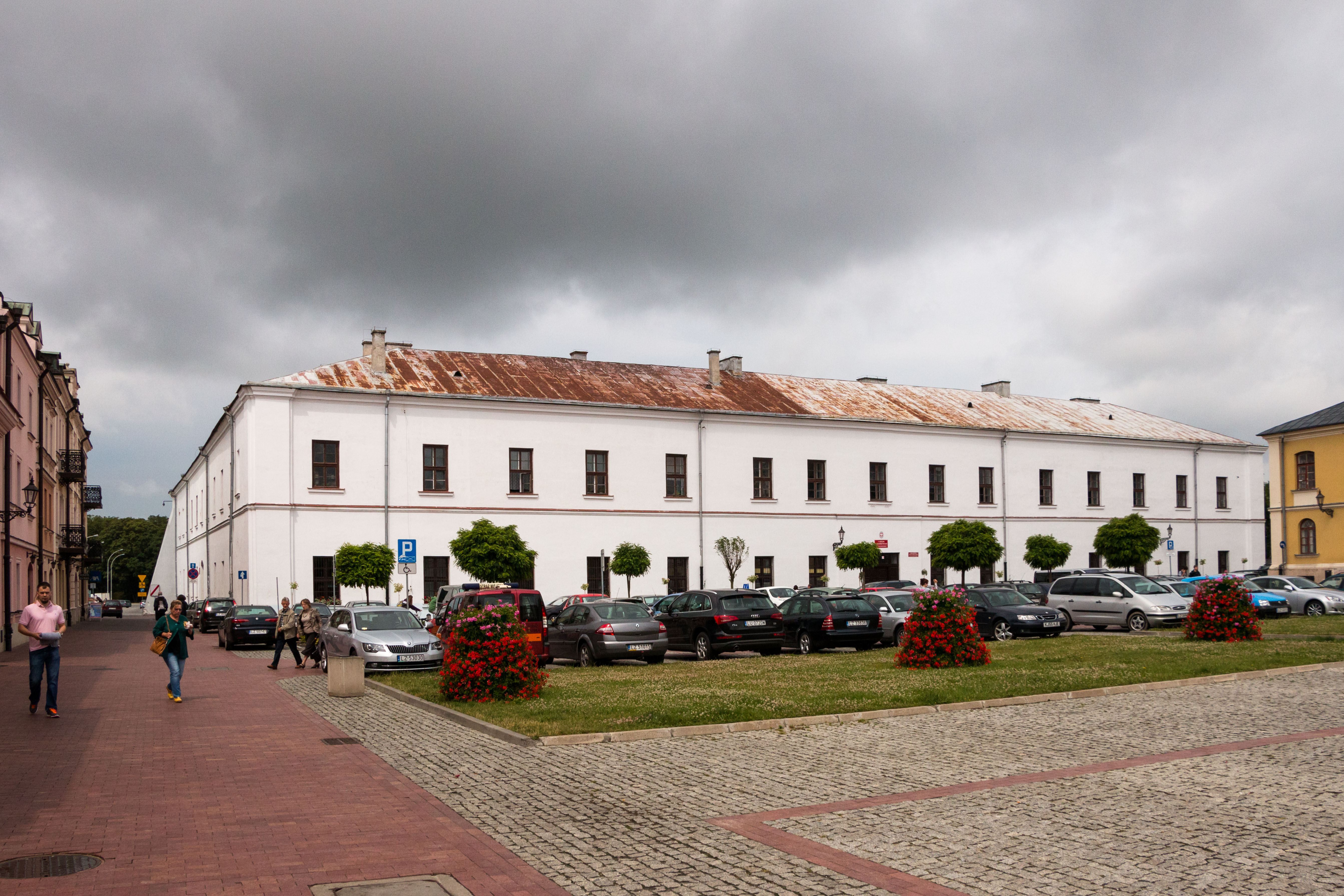
Escola de ensino médio I, Hetman Jan Zamoyski, no edifício da antiga Academia Zamość

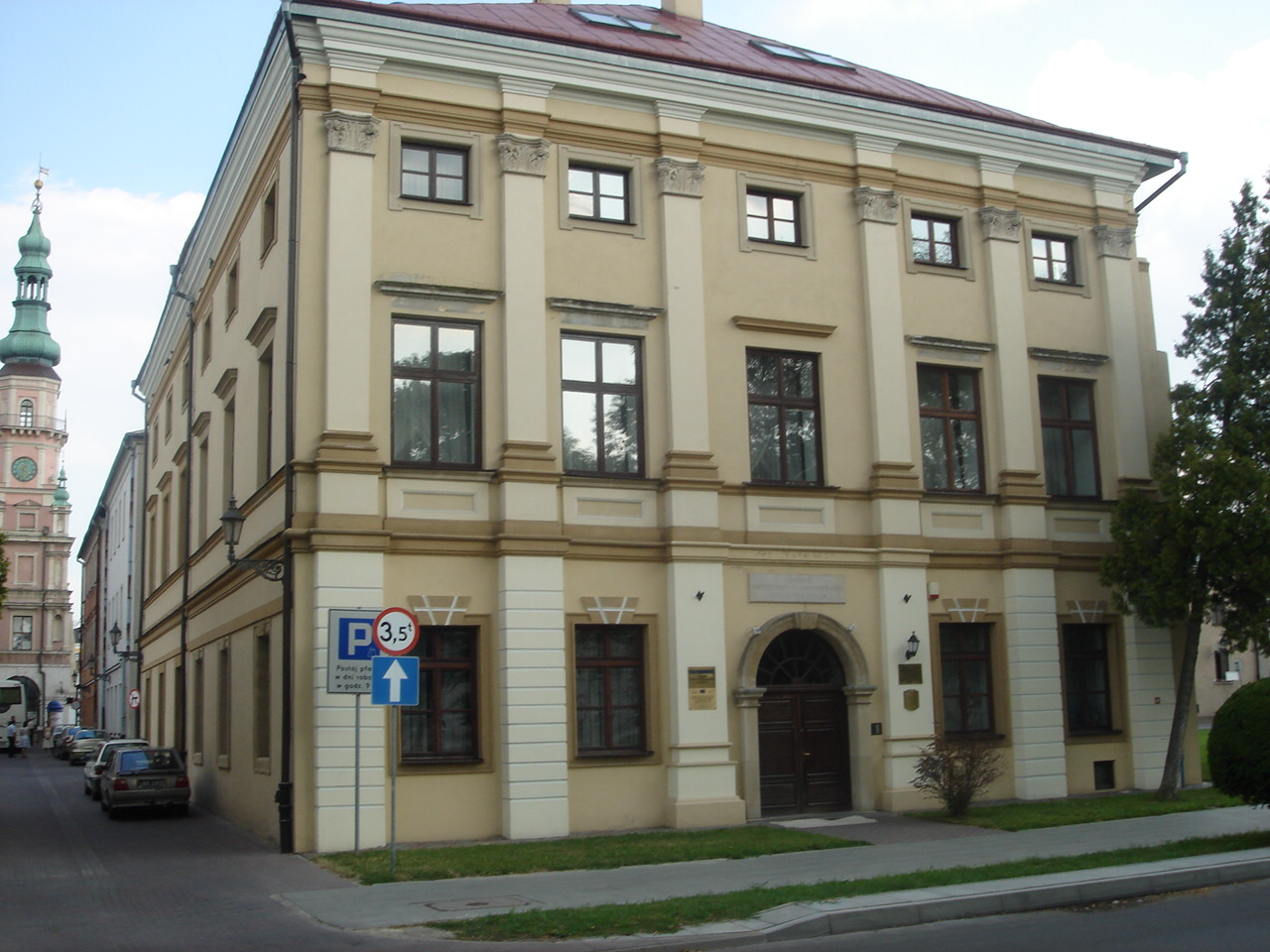
Antigo seminário, agora Colégio de Gestão e Administração

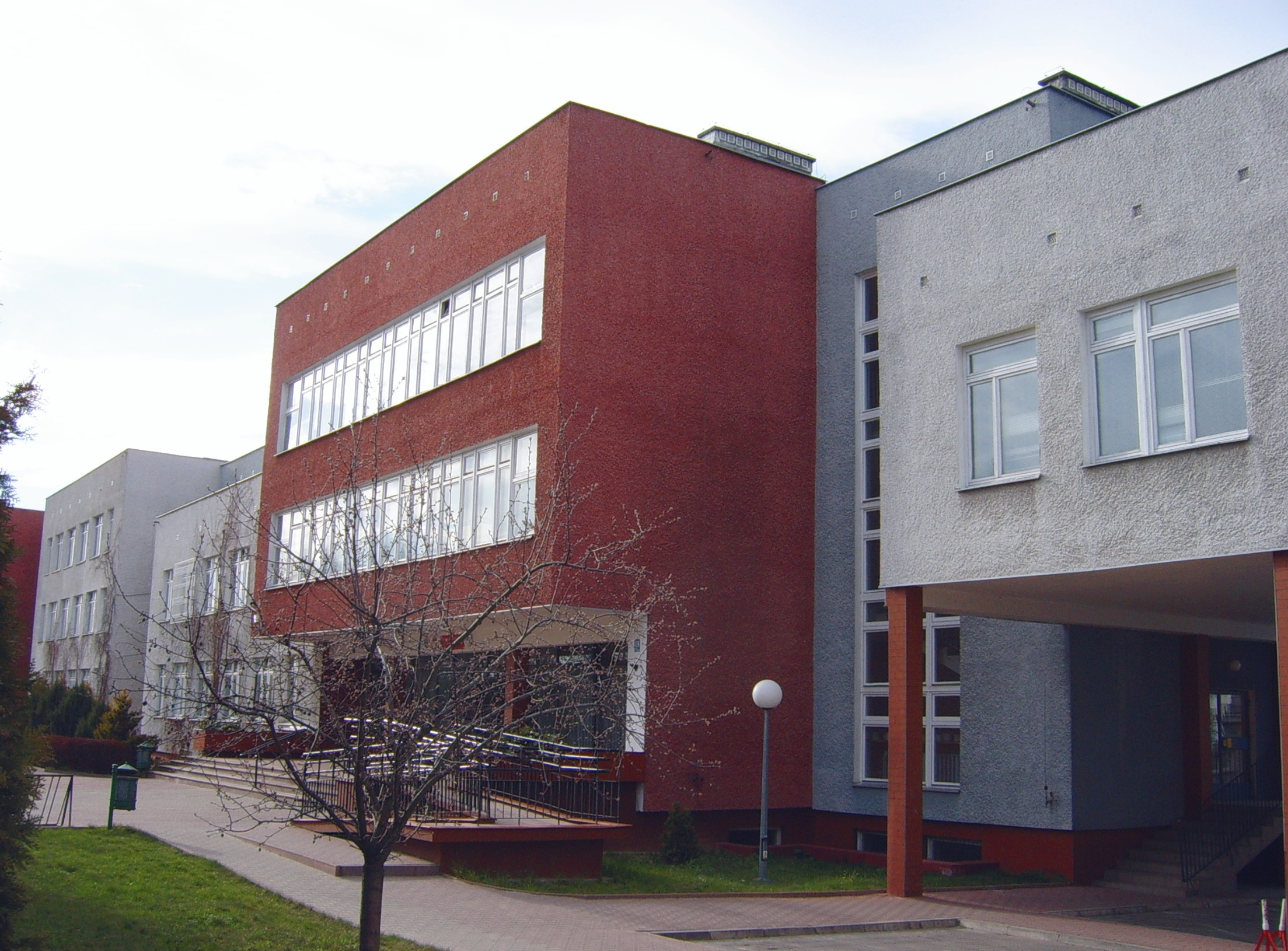
Escola de ensino médio III, Cyprian Kamil Norwid

Da mesma forma que a cultura, a educação também constituiu uma das principais funções da cidade alguns anos após sua fundação — em 1594, o fundador da cidade inaugurou aqui a terceira instituição de ensino superior da Polônia, a Academia Zamość, inaugurada um ano depois. Apesar de seu destino infeliz, hoje Zamość é um dos centros educacionais da voivodia, como evidenciado por três instituições de ensino superior — uma pública e duas privadas (em funcionamento desde a década de 1990):
- Academia Zamość (até 2019, com o nome: Universidade Estatal de Ciências Aplicadas)[102]
- Universidade de Humanidades e Economia Jan Zamoyski[103]
- Universidade de Administração e Gerenciamento[104]

Antigamente, funcionavam outras universidades públicas, mas devido ao número insuficiente de candidatos e alunos, encerraram suas atividades:
- Universidade de Ciências da Vida em Lublin (1980-2015, sede da Faculdade de Ciências Agrárias, nos últimos anos a Faculdade de Bioeconomia, criada com base no Instituto de Ciências Agrárias, que funcionou na cidade muito antes),
- Colégio de Professores de Línguas Estrangeiras (1990–2014, antigo Complexo de Colégios de Professores).

Atualmente, essas universidades educam cerca de 2 300 alunos em áreas técnicas e humanas.
Existe ainda uma rede de escolas secundárias (antes do encerramento das escolas secundárias em 2019, escolas “secundárias superiores”), composta por:
- Escolas secundárias gerais:
  - Públicas: 3 independentes (Escola secundária I, Hetman Jan Zamoyski, Escola secundária II, M. Konopnicka, Escola secundária III, C. K. Norwid) e 3 incluídas em outras escolas secundárias superiores (Escola secundária IV, no Complexo de Escolas Secundárias n.º 3, Escola Secundária V no Complexo de Escolas Secundárias n.º 4), Escola Secundária VI no Complexo de Escolas Secundárias n.º 5), Escola Secundária Geral no Centro de Formação Profissional e Continuada);
  - Particulares: Ensino Médio Social União Europeia, Escola Secundária Particular, Escola Secundária Geral-Centro para Escolas Uniformizadas, Escola Secundária Geral Centro de Formação Profissional;
- Escolas de arte: Escola Secundária de Arte B. Morando; Escola Estatal de Música Primária e Secundária K. Szymanowski;
- Escolas secundárias (incluindo escolas técnicas e profissionais):
  - Públicas: Complexos Escolares Secundários n.º 1 (“economista”), n.º 2 (“mecânico”), n.º 3 (“eletricista”), n.º 4 (“construção”) e n.º 5 (“agrícola”), Centro de aprendizagem ao longo da vida, Centro de Treinamento Prático;
  - Particulares: Centro de Formação Profissional, Centro de Escolas Técnicas, Escola Técnica “Lider”, Artesanato ZSZ.

Existem também 10 escolas primárias: 9 públicas (n.º: 2, 3, 4, 6, 7, 8, 9, 10 e católica) e 1 particular (Społeczna SP). Antes da mudança no sistema educacional de 2017 (a liquidação dos ginásios), havia 10 escolas ginásios em Zamość: 8 públicos (de 1 a 7 e católicas) e 2 particulares (CKZiU e Społeczne).
Entre outras escolas, existem como escolas de arte (a já mencionada Escola Secundária de Arte e o grau I e II da Escola Estadual de Música K. Szymanowski), escolas especiais (Escola Especial e Centro de Educação que educa do primário ao vocacional), bem como muitas outras, incluindo pós-secundárias: Centro de Educação e Contínua, Estudo Profissional Médico ou Centro de Formação Profissional.

## Esportes

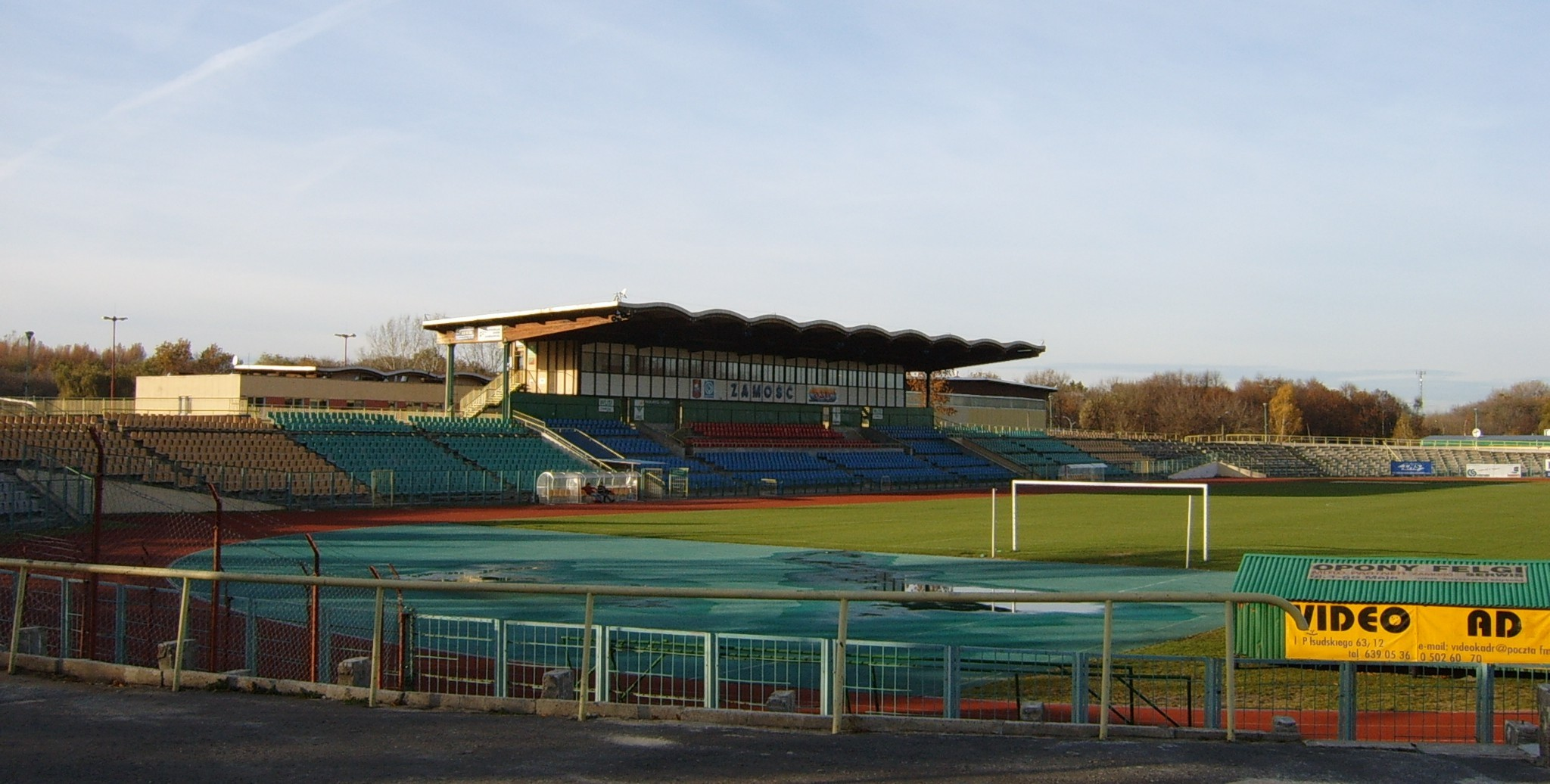
Estádio no Centro Esportivo e Recreativo

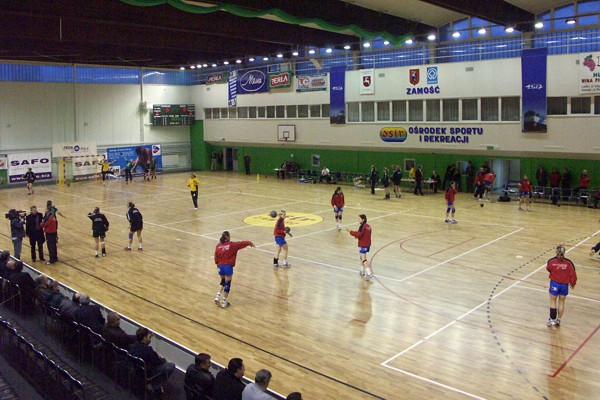
Ginásio esportivo no Centro Esportivo e Recreativo

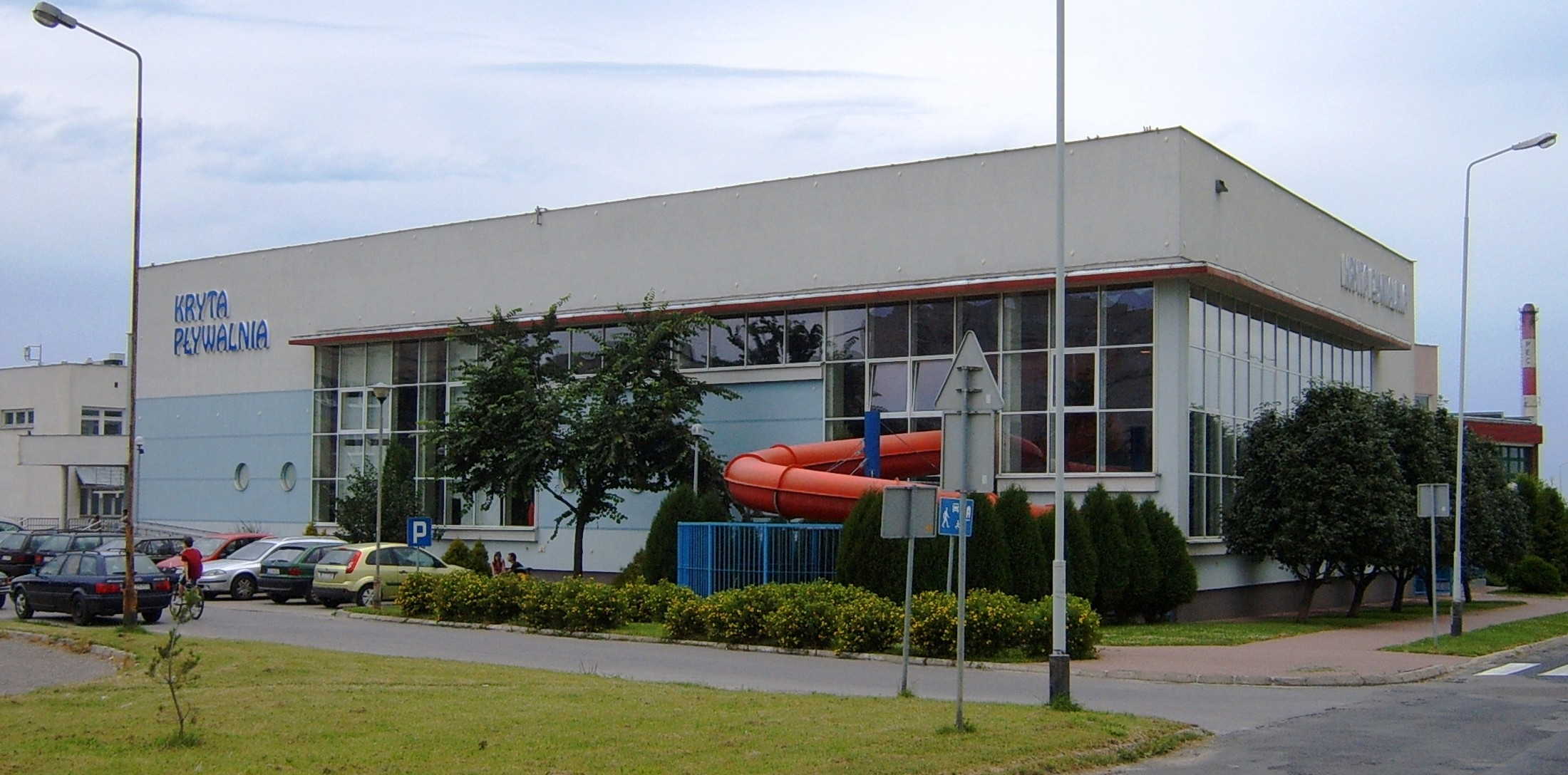
Piscina

### Clubes esportivos
Existem inúmeros clubes esportivos de várias modalidades em Zamość. Os mais populares deles são: KS Agros com competidores de atletismo, ciclismo, tiro com arco, levantamento de peso, luta livre e sumô. Clube de Tênis Return e jogadores de handebol do MKS Padwa Zamość. Até 2010, o KS Hetman Zamość, fundado em 1934, que atualmente enfrenta problemas financeiros e organizacionais, participou de jogos da liga de futebol. Outra equipe desta modalidade esportiva, a jogar na 4.ª liga, é o AMSPN Hetman Zamość, originário de equipes juvenis.
No passado, havia também um clube de futebol “KS Technik Zamość”, jogando na terceira liga em 1953 e na Copa da Polônia na temporada de 1952. O clube se fundiu com o Hetman em 1968.
Clubes locais de outras disciplinas também incluem a equipe de boxe ASB Hetman e clubes de luta de caratê - Zamojski Klub Karate Tradycyjnego e ZKK Kyokushin.
Popular entre as equipes escolares e juvenis estão: UKS Duet (tênis), UKS III LO Zamość (voleibol júnior), UKS Kiko (badminton) ou UKS Orka (natação).

### Instalações esportivas
A maioria das instalações esportivas está localizada no Centro de Esportes e Recreação da rua Królowej Jadwigi (perto da Cidade Velha). Estão disponíveis: um estádio com uma nova pista (os jogos do Hetman Zamość são realizados aqui), pavilhões esportivos (grandes e pequenos), um campo de tiro para arqueiros, um ginásio e instalações de alojamento. Até recentemente, o centro dispunha também de piscinas exteriores, no local onde foi criado um novo gramado, concebido para várias modalidades (incluindo o tênis). Também está prevista a criação de uma nova piscina e campos de jogos nas suas imediações.
Entre outras instalações esportivas maiores e devidamente desenvolvidas em Zamość, existem campos: perto do Centro Desportivo e Recreativo da rua Królowej Jadwigi e no Parque municipal e a oeste da Rotunda, onde há um campo de tiro adicional.
Não faltam quadras de tênis na cidade; ao lado do parque estão as quadras do Clube de Tênis “Return”, e próximo ao Centro de Esportes e Recreação (na rua Królowej Jadwigi) no centro “Duet”. Existe também uma pequena piscina interna disponível neste centro, mas entre zonas balneares e piscinas existe uma piscina interna (na rua J. Zamoyskiego) com uma piscina esportiva de tamanho normal (25 m de comprimento) e outras instalações. Durante as férias de verão, está aberta uma zona balnear adicional na represa da cidade com aluguel de equipamento para uso na água.
A cidade também tem três parques de skate populares entre os jovens, localizados nos conjuntos habitacionais próximos do rio Łabuńka (Orzeszkowa e Promyk) e nas instalações da Escola Primária n.º 2 (Słoneczny Stok).
Instalações adicionais, melhor equipadas e utilizadas para competições e atividades extracurriculares, também estão disponíveis em algumas escolas; pavilhões esportivos (Colégio n.º 3, Complexo Escolar Secundário n.º 5), campos esportivos (escolas primárias n.º 4 e 6) ou quadras de tênis externas (Ensino Médio n.º 3). Há também muitas academias.

### Competições esportivas
Várias competições e eventos esportivos organizados em Zamość também estão relacionados às atividades dos clubes em Zamość. Um dos maiores é, entre outros, a Corrida Memorial das Crianças da Região de Zamość, composta por quatro etapas (três fora de Zamość: Zamość - Zwierzyniec, Zwierzyniec - Krasnobród, Krasnobród - Zamość e uma em Zamość). Muitas vezes, outras competições de atletismo são realizadas aqui, especialmente para crianças e adolescentes, shows e eventos anuais relacionados às artes marciais, torneios de tênis e o Memorial Jerzy Suchodoł de boxe também são populares.

## Economia
No final de julho de 2012, o número de desempregados registrados em Zamość era de aproximadamente 4,4 mil habitantes, representando uma taxa de desemprego de 14,3% para os economicamente ativos.
Em 2009 foi criada a subzona Zamość - Zona Econômica Especial Euro-Park Mielec, que inclui 3 complexos com uma área total de 53,53 hectares. Existem fábricas na subzona produzindo, entre outras, telhas metálicas, coberturas; além disso, uma empresa que produz eletricidade a partir de biomassa e presta serviços de logística. Os empresários que iniciem atividade empresarial na subzona econômica podem se beneficiar da isenção de parte do imposto de renda corporativo ou de parte dos custos laborais bienais.

### Indústria

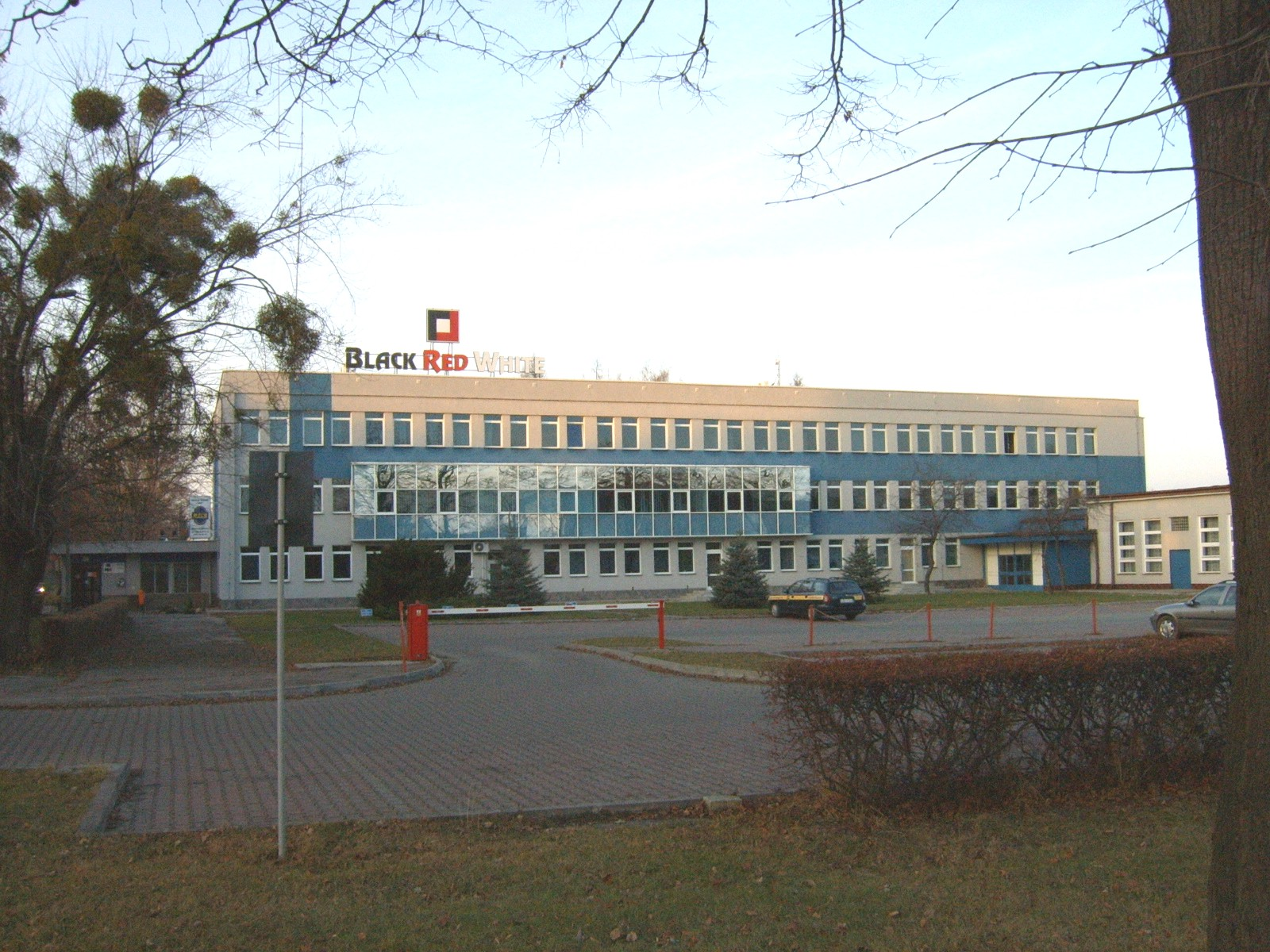
Fábrica de móveis “Black Red White”

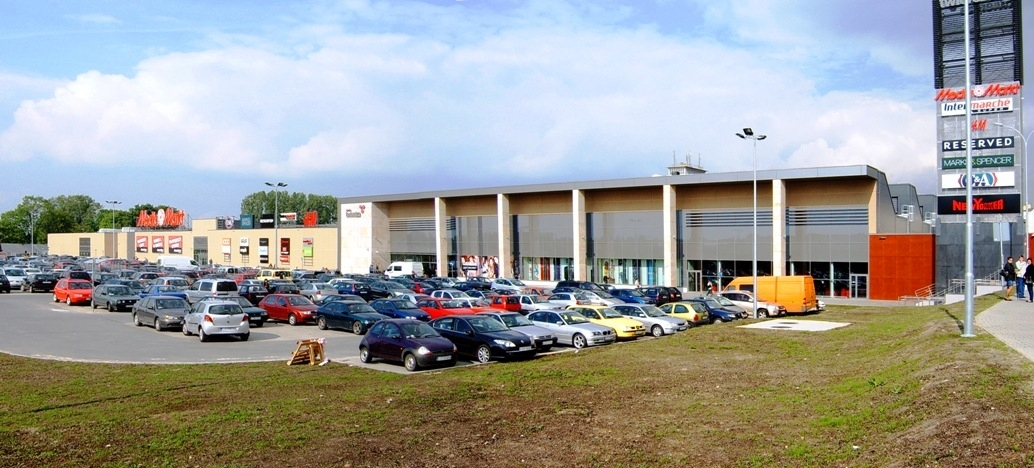
Centro comercial “Galeria Twierdza”

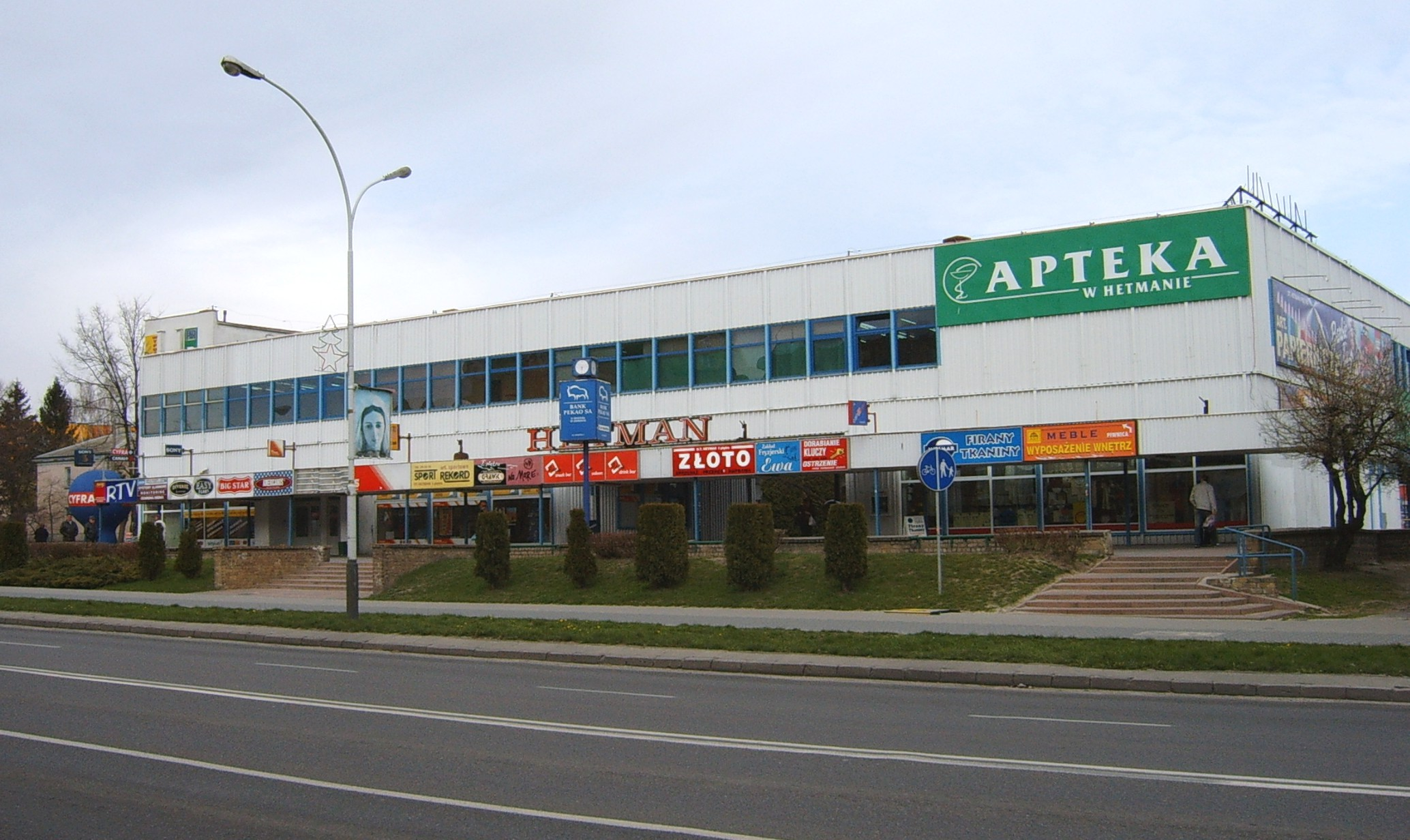
Loja de departamentos “Hetman”

Aqui dominam numerosas pequenas e médias empresas, mas também existem várias unidades de produção de maior dimensão, a maioria das quais são empresas e fábricas da indústria alimentícia, o que está relacionado com o domínio da agricultura nesta região. Estas são: Zamojskie Zakłady Zbożowe (uma das maiores fábricas da cidade), a fábrica de forragens “Agri Plus”, a câmara frigorífica “Mors” e a fábrica da Cooperativa de Laticínios do Distrito de Krasnystaw (no local da antiga Cooperativa de Laticínios de Zamojska). A cidade é também um centro de serviços para a agricultura, é um local de compra de diversos produtos agrícolas.
Além disso, existem fábricas de metal e madeira, entre as quais a maior, localizada nas antigas fábricas de móveis Zamojskie, é a fábrica Black Red White. A indústria metalúrgica inclui empresas de manufatura menores, como Spomasz Zamość SA, SipMot e Stalprodukt (antiga Metalplast).

### Serviços
As maiores empresas em Zamość, que operam na área de serviços, são a PKP Linie Hutnicza Szerokotorowa Sp. z o.o., o operador ferroviário da única via de bitola larga fora do território da antiga União Soviética e a Zamojska Korporacja Energetyczna SA, que opera na distribuição de energia em 11 condados das voivodias de Lublin e Subcarpácia, de Włodawa a Przemyśl.
Entre os serviços está uma rede comercial desenvolvida composta por hipermercados (Carrefour, Castorama, Kaufland) e inúmeros supermercados e mercados (Aldik, Biedronka, E.Leclerc, Intermarché, Jysk, Lidl, Stokrotka, PSS Społem “Lux”). Além disso, existem centros comerciais abertos (CH E. Leclerc, CH Galeria Revia Park, CH Galeria Twierdza, CH City Market Hrubieszowska, CH City Market Sadowa, CH Lwowska) e vários grandes armazéns (DH Agora, DH Hetman, DH Łukasz, DH Sezam, DH Tomasz).
Os mercados ainda operam no Nowym Rynku (Nowe Miasto) e em Orzeszkowa.
Muitas lojas especializadas e marcas conhecidas (calçados, roupas, perfumarias), além de shoppings e lojas de departamentos, atuam principalmente na Cidade Velha. Entre as instalações de serviço, existem inúmeros bancos (especialmente na rua Partyzantów, ligando as Cidades Velha e Nova) e outras instituições com serviços financeiros.
O turismo também desempenha um papel importante na economia de Zamość, que se desenvolveu depois que a Cidade Velha de Zamość foi inscrita na Lista do Patrimônio Mundial da UNESCO, que está relacionada à operação de inúmeras instalações de serviços necessárias para este ramo da economia (incluindo agências de viagens e turismo, alojamento e gastronomia). Um papel importante no desenvolvimento da economia da cidade é também desempenhado pela localização perto da fronteira oriental da União Europeia.

### Economia municipal
A principal captação de água da cidade está localizada na rua Krucza, nas instalações do empreendimento municipal Empresa Municipal de Economia (Janowice), cujas atividades incluem também o funcionamento de uma estação de tratamento de águas residuais mecânica e biológica com maior remoção de biogênicos (avenida 1 Maja, conjunto habitacional Janowice). Por sua vez, o lixo é levado da cidade para o aterro em Kolonia Dębowiec (norte de Zamość). A gestão adequada de resíduos sólidos também é realizada aqui — nos conjuntos habitacionais existem recipientes para vários tipos de resíduos (papel, vidro, plástico, alumínio), usados para reciclagem. No caso do aquecimento, seu principal fornecedor é a Ciepłownia “Szopinek”, localizada na fronteira leste da cidade (rua Hrubieszowska, conjunto habitacional Kilińskiego).

## Segurança

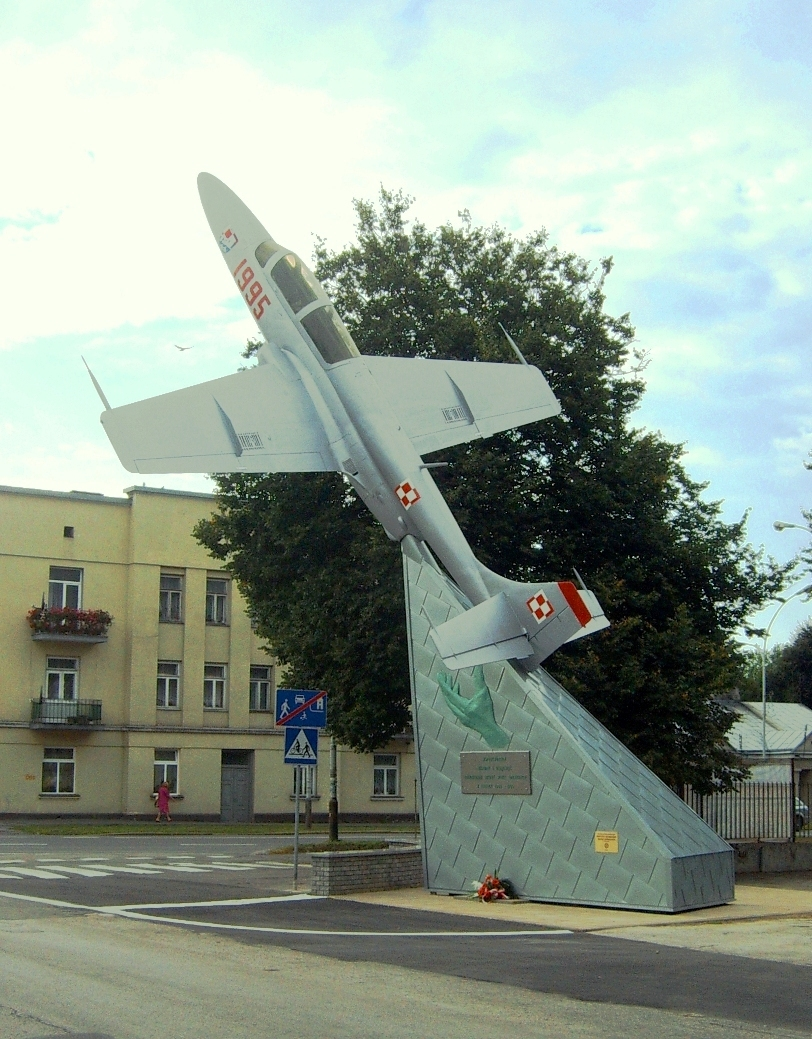
TS-11 Iskra na antiga entrada principal da unidade militar

### Assistência médica
Existem dois hospitais operando em Zamość. O Hospital Particular de Zamość, comumente conhecido como o “hospital velho”, até recentemente era um centro de saúde público, transformado em um próspero centro de propriedade da cidade. O segundo é o Hospital Provincial João Paulo II, o chamado “hospital novo”, muito maior, com estatuto provincial, que começou a funcionar no início da década de 1990. Existe também uma Estação de serviços de emergência médica (rua Starowiejska, Kilińskiego) e inúmeras clínicas e farmácias que prestam cuidados de saúde aos habitantes da cidade e arredores.

### Serviços uniformizados
Certas unidades organizacionais cuidam da segurança e da ordem na cidade. A cidade abriga a Sede Municipal de Polícia com sede distrital para doze distritos da cidade, a Sede Municipal do Corpo de Bombeiros Estatal com Unidade de Resgate e Combate a Incêndio e a Polícia Municipal com uma delegacia na prefeitura responsável pela ordem pública.

### Unidades militares

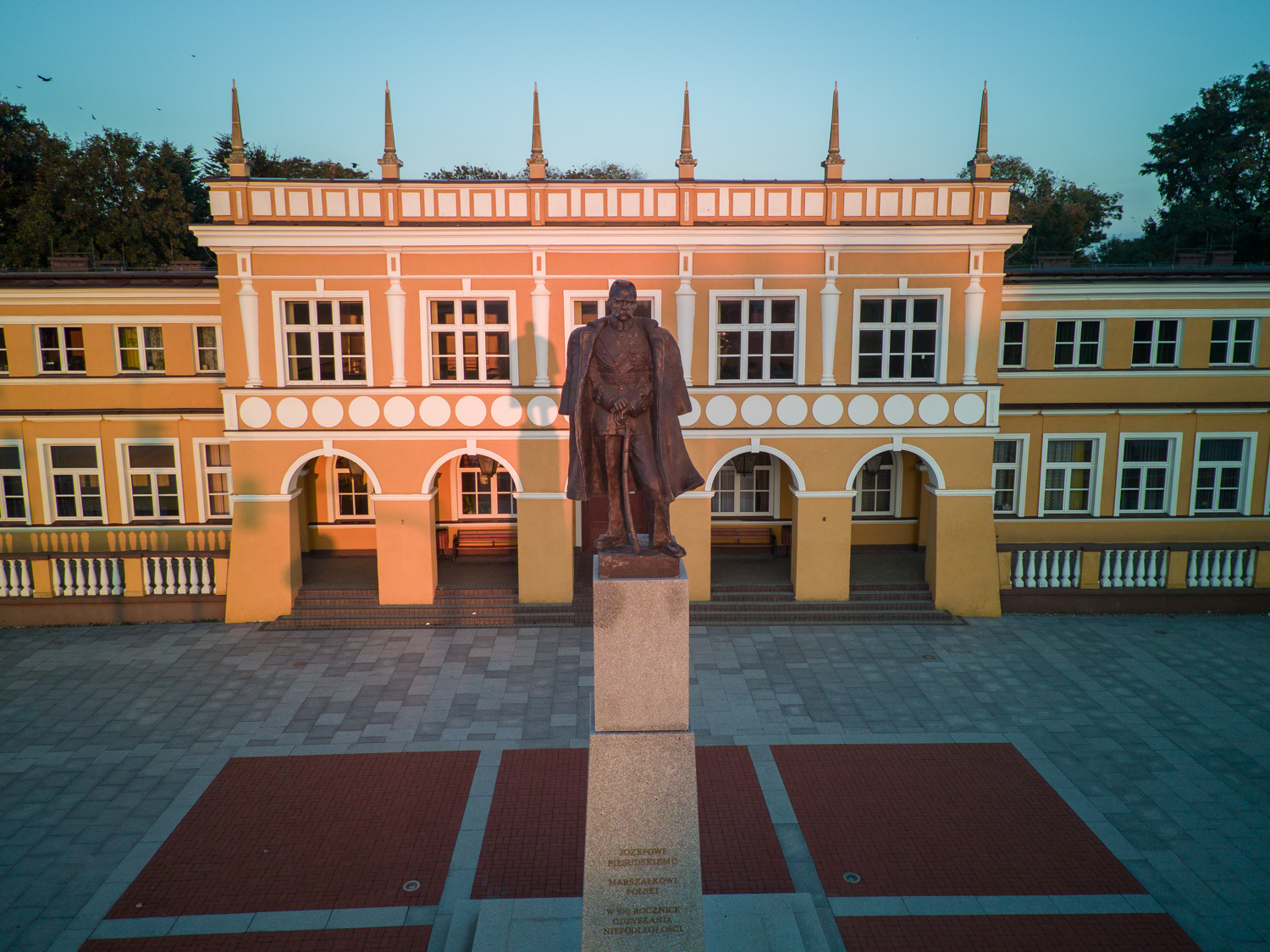
Monumento a Józef Piłsudski

O 3.º Batalhão Mecanizado opera em Zamość e está subordinado à 1.ª Brigada Blindada em Wesoła (no Distrito Militar da Silésia). Até 1995 era a Escola Técnica da Força Aérea, depois transformada na 3.ª Brigada Zamość (antigo Batalhão de Defesa Territorial), e desde 2011 funciona como a unidade atual. Localiza-se na área onde foram construídos os quartéis das então tropas russas no início do século XX. Atualmente, um fragmento do quartel (com edifícios residenciais, de serviços e vegetação) entre a área fechada da unidade e a rua J. Piłsudskiego já está na posse da cidade de Zamość. O avião TS-11 Iskra, colocado na entrada principal do quartel, lembra a antiga escola de aviação. Na rua J. Piłsudski, há uma praça com a estátua de Józef Piłsudski, inaugurada em 5 de novembro de 2018 como parte do 100.º aniversário da reconquista da independência. A estátua tem aproximadamente 2,6 m de altura, pesa mais de 700 kg e feita de bronze por Marek Madzieniec.
Zamość também foi a localização do 25.º Batalhão de Infantaria Ligeira das Forças de Defesa Territorial da 2.ª Brigada de Defesa Territorial de Lublin em homenagem ao major Hieronim Dekutowski “Zapora”.

## Transportes

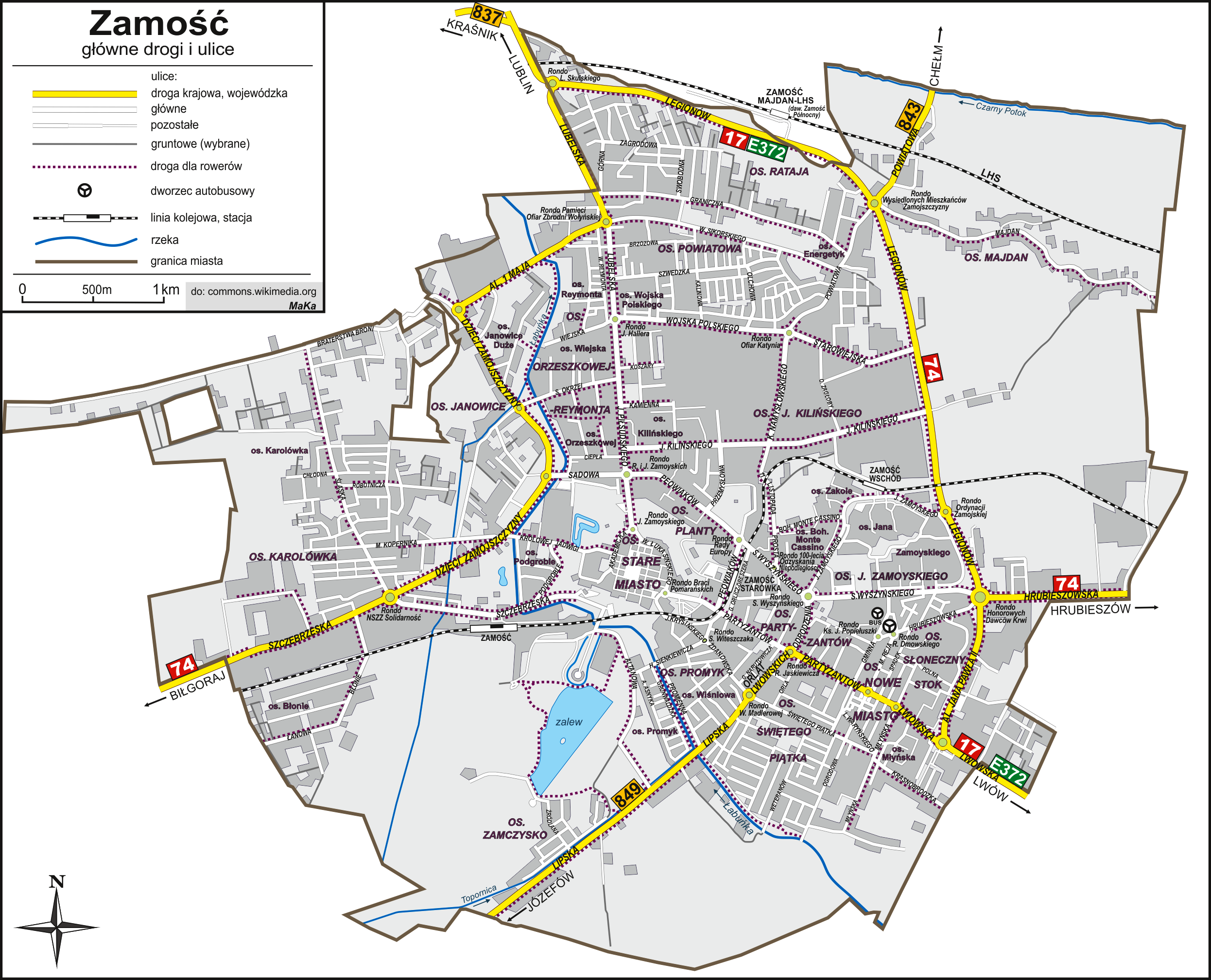
Principais estradas e ruas de Zamość

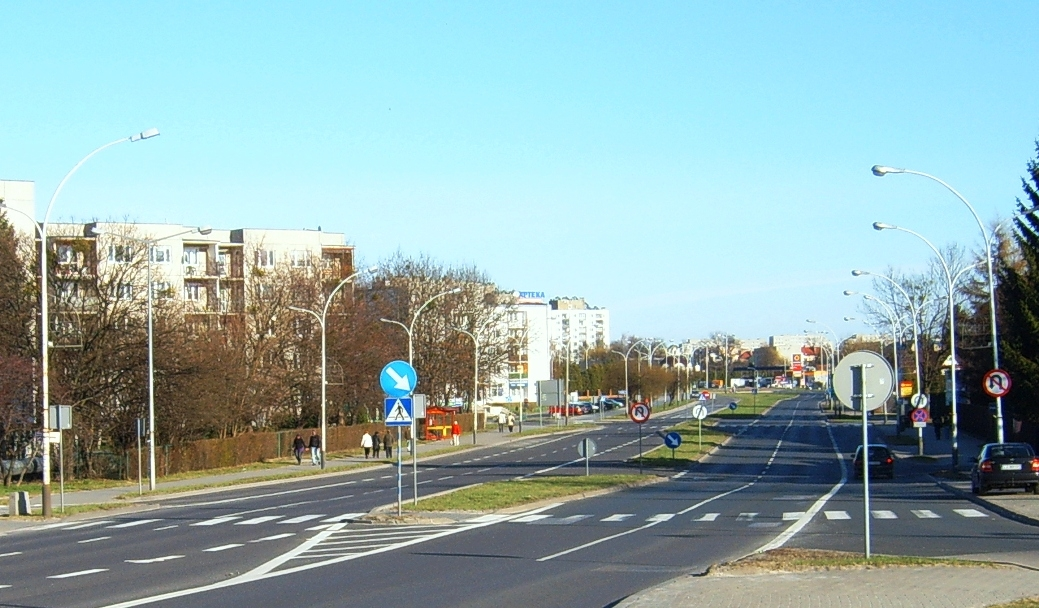
Rua S. Wyszyńskiego

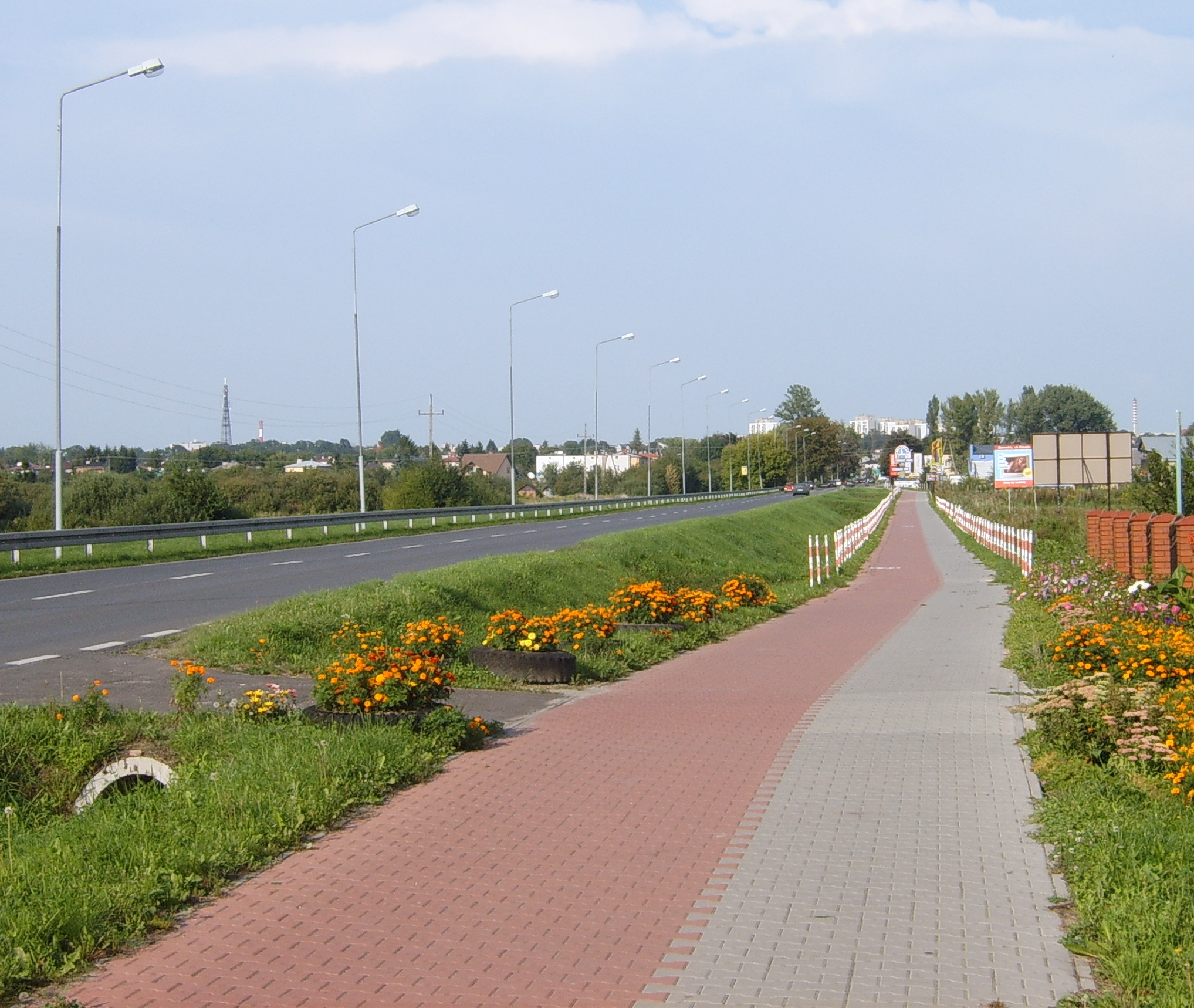
Ciclovia (à esquerda) na rua Lipska

### Transporte rodoviário
Zamość é um entroncamento rodoviário nacional na voivodia de Lublin. Duas estradas nacionais passam por aqui:
- Varsóvia — Lublin — Zamość — Tomaszów Lub. — Hrebenne (passagem da fronteira) e para Lviv; faz parte do corredor Via Intermare com Gdańsk (mar Báltico) por Varsóvia — Lviv para Odessa (mar Negro);
- Wieluń — Kielce — Kraśnik — Zamość — Hrubieszów — Zosin (travessia de fronteira); parte do antigo Traktu Królewskiego com Praga e Cracóvia até Kijów.

Além disso, 3 estradas de voivodia saem de Zamość:
- Zamość (Sitaniec) — Żółkiewka — Piaski
- Zamość — Skierbieszów — Chełm
- Zamość — Józefów — Wola Obszańska

A cidade tem três anéis viários:
- Anel viário Hetman — o principal, percorrendo sua fronteira norte e leste (rua Legionów e avenida Jana Pawła II), graças ao qual é possível percorrer a cidade de maneira rápida e fácil, especialmente para o tráfego de trânsito.
- Anel viário Ocidental — corre no lado oeste da cidade, onde pode-se dirigir fora do centro da cidade em Dzieci Zamojszczyzny e avenida 1 Maja.
- Anel viário Central — atravessa a cidade de oeste para leste, contornando seu centro estrito com as seguintes ruas: Dzieci Zamojszczyzny, Sadowa, Peowiaków e S. Wyszyńskiego.

Outros ainda em projeto:
- Um novo desvio nordeste que contornará Zamość e outras cidades como parte da construção da via expressa S17.[114]

Haverá quatro entroncamentos nas proximidades:
- Zamość Sitaniec
- Zamość Norte (Skierbieszów)
- Zamość Leste (Hrubieszów) - este entroncamento será mais desenvolvido do que os outros dois devido ao cruzamento com a importante estrada nacional n.º 74
- Zamość Sul (Tomaszów Lubelski)
- Novo anel viário Ocidental que contornará Zamość a partir do oeste. Irá ligar a estrada nacional n.º 74 junto ao viaduto em Zawada[115] com o cruzamento da via rápida n.º S17 em Sitaniec. Cruza a Estrada Provincial n.º 837 e terá cerca de 19 quilômetros de extensão.

Numerosos postos de gasolina também estão associados ao tráfego rodoviário, entre eles, Lotos (2), PKN Orlen (3), Shell, Circle K (2), que estão faltando na última seção do anel viário Hetman (da rua Lubelska para a rua Starowiejska), que pode mudar em breve com a ativação econômica dessas áreas.
Existem também ciclovias disponíveis na cidade (calçadas pedonais e ciclovias), principalmente ao longo de algumas das principais ruas da cidade, mas também em conjuntos habitacionais. A sua extensão aumenta, o que agora também está associado à renovação das ruas, permitindo assim um ciclismo mais seguro pela cidade. As autoridades da cidade também planejam construir um desvio sul, mas não é a prioridade da cidade no momento.

### Transporte ferroviário

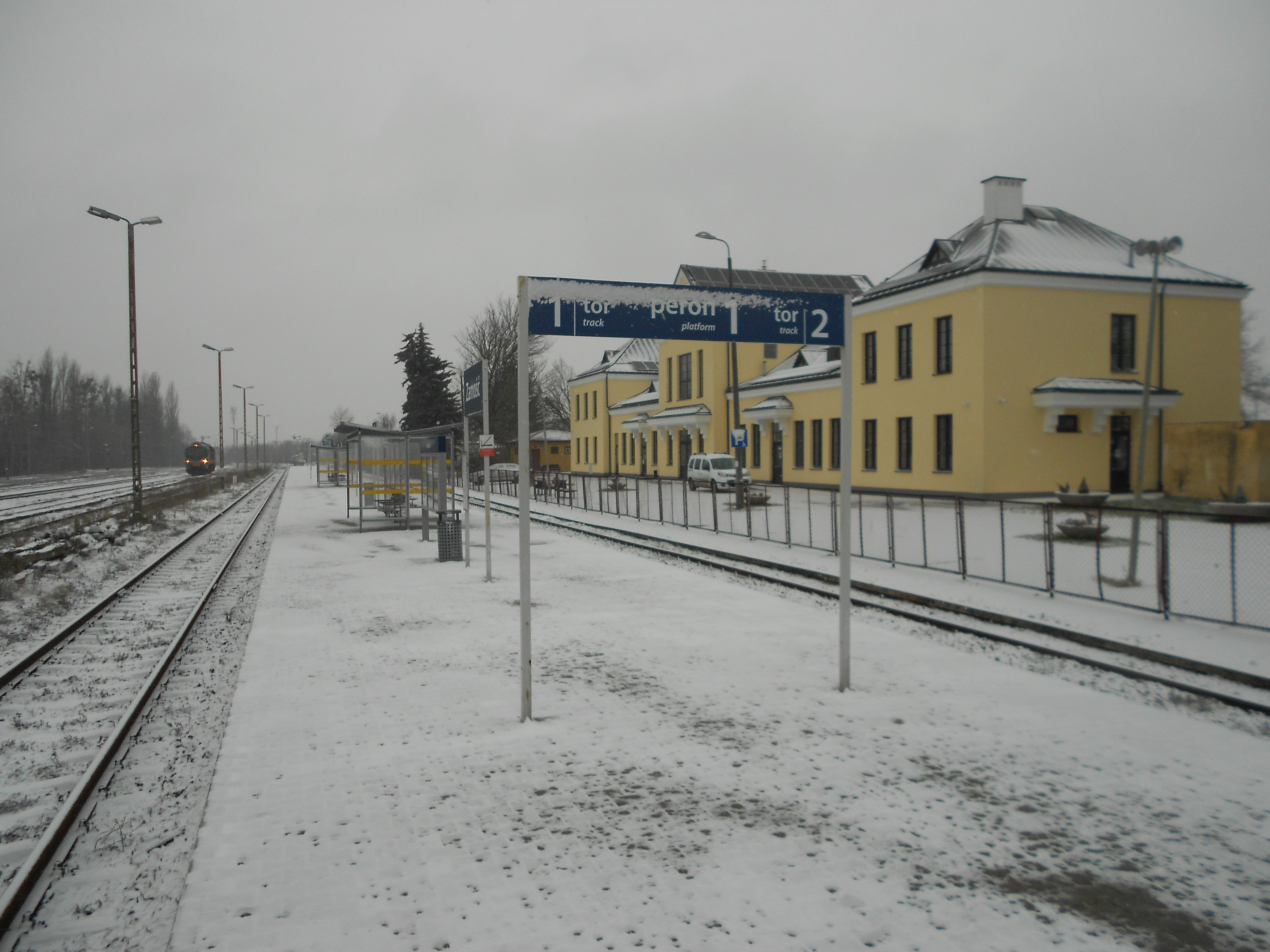
Estação ferroviária em Zamość

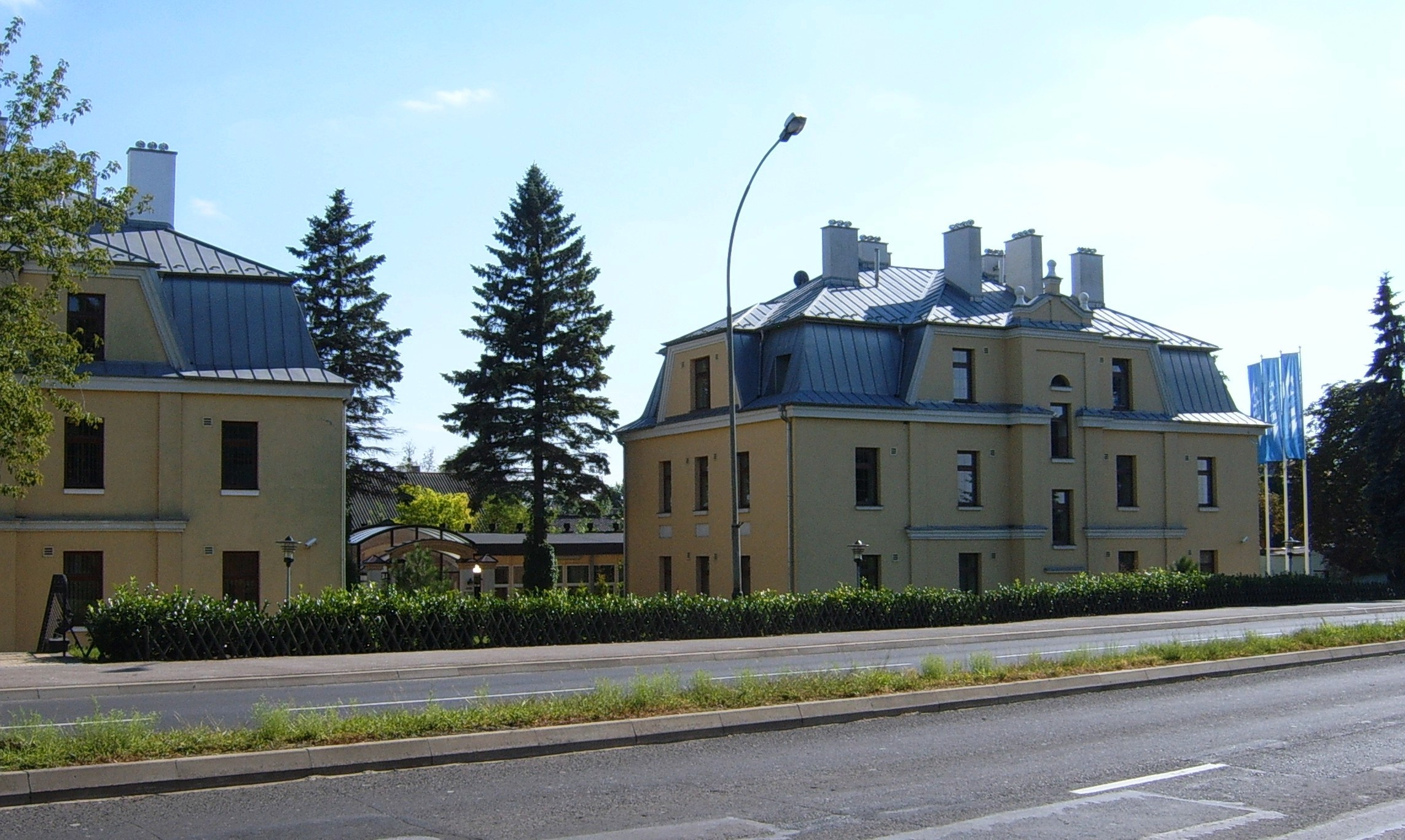
PKP Linha metalúrgica de bitola larga - Sede em Zamość

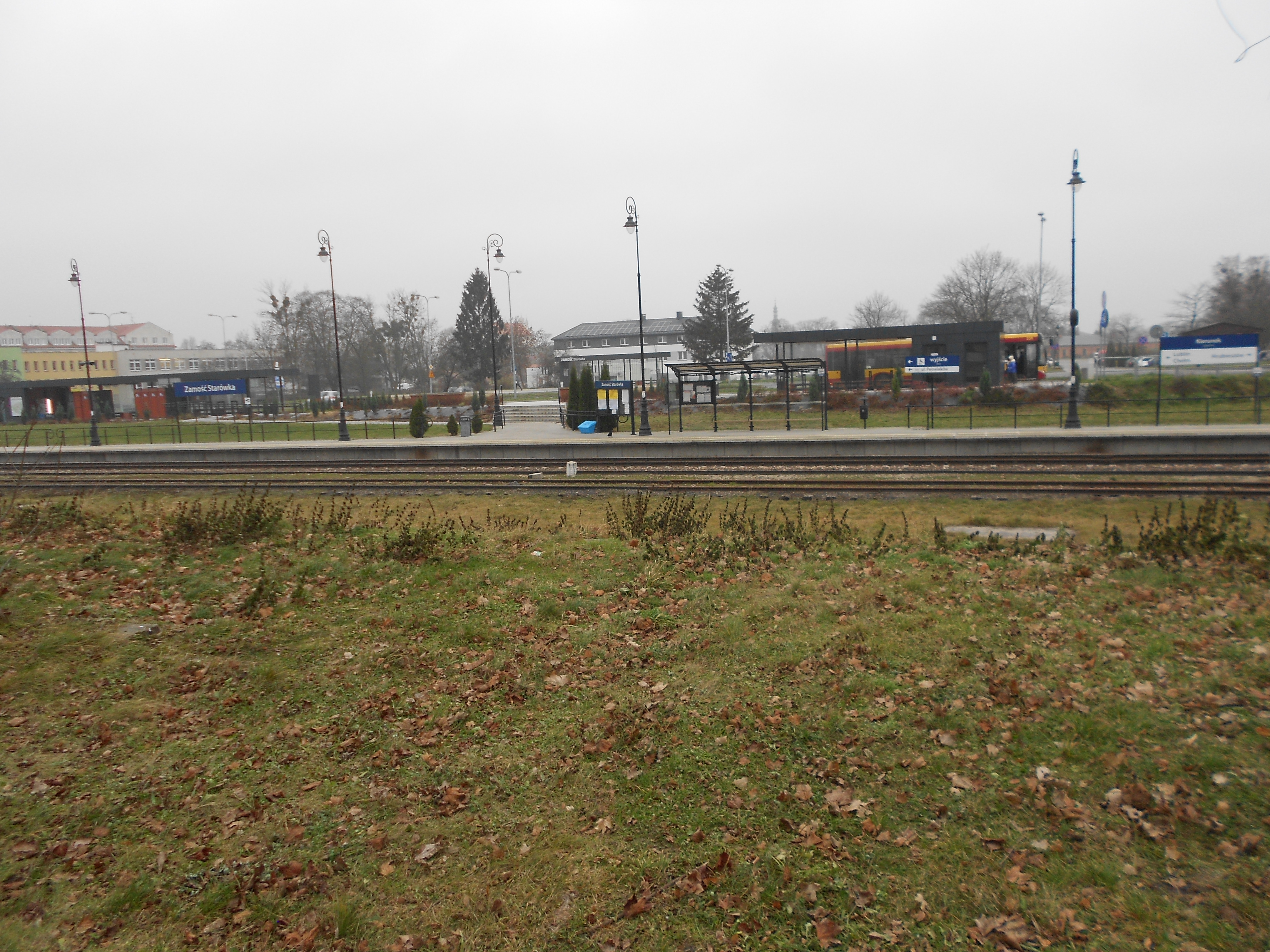
Parada de trem na Cidade Antiga

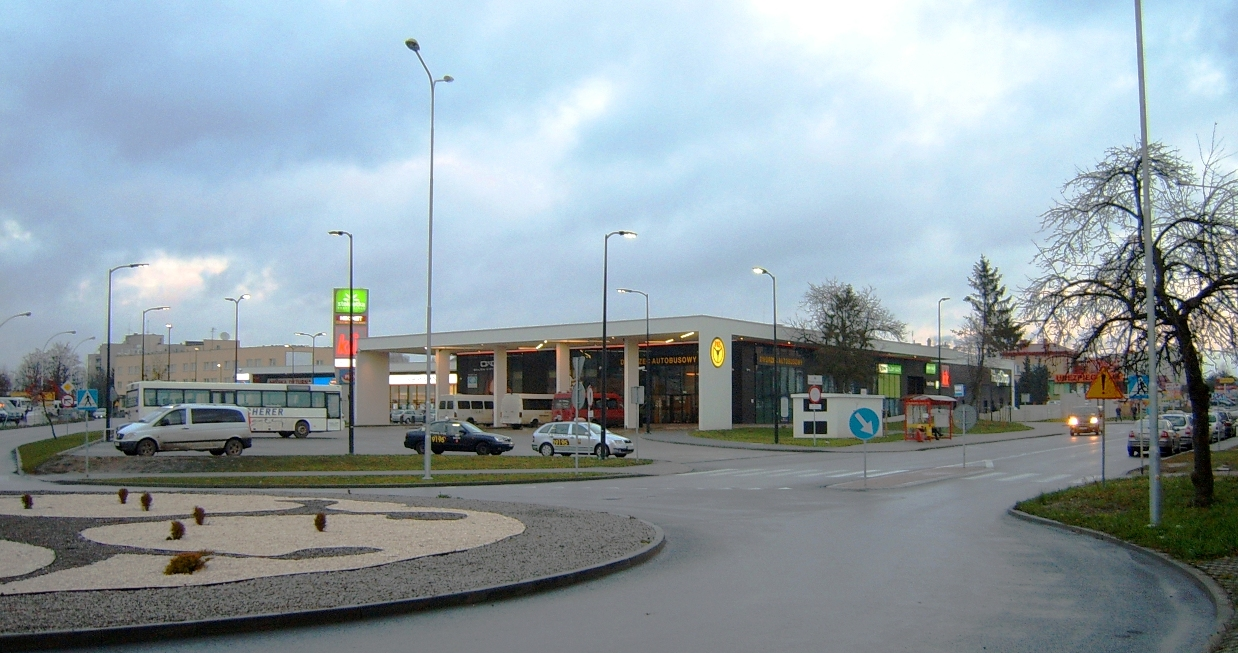
Centro de Transporte Integrado - estação de ônibus e City Market Hrubieszowska

Duas linhas ferroviárias passam por Zamość:
- Linha férrea n.º 72 — linha de bitola padrão: Zawada — Zamość — Hrubieszów City; é de importância secundária, transporta tráfego de passageiros (trecho Zawada - Zamość Este) e tráfego de mercadorias. Da estação ferroviária de Zawada, outras linhas correm: norte para Rejowiec e para sul até Bełżec, de onde em Zwierzyniec corre uma linha oeste para Biłgoraj.
- Linha férrea n.º 65 — linha Hutnicza Szerokotorowa (a sede da empresa que opera a linha está localizada em Zamość): Hrubieszów Towarowy - Sławków Południowy; é de importância nacional, contorna a cidade do norte pelo anel viário, transporta o tráfego de mercadorias (fornece minério de ferro para “Huta Katowice” da Bacia de Krzyworoskie na Ucrânia).

Até recentemente, a linha férrea n.º 83 (Zawada — Jarosławiec) corria paralela à linha Hutnicza Szerokotorowa, que foi desmontada em 1999-2003 entre a estação Zamość Bortatycze e a estação Jarosławiec. Em 2004, a ligação ferroviária que vai do leste entre Majdan e a Usina de Calor de Szopinek.
No sistema de vias ferroviárias de Zamość existem as seguintes estações e paragens:
- Estação ferroviária de Zamość — tratamento do tráfego de passageiros e mercadorias;
- Estação de carga Zamość Bortatycze — localizada em Wysokie, perto da fronteira da cidade, no anel ferroviário norte. Suporta ambas as bitolas. Existem instalações técnicas ferroviárias na estação: depósito LHS e depósito PKP Cargo.
- Paragem de passageiros Zamość Starówka;
- Paragem de passageiros Zamość Este;
- Estação de passageiros Norte de Zamość (fechada) — localizada fora da fronteira da cidade (rua Legionów), na comuna de Zamość (Sitaniec). Esta estação nunca foi concluída, foi planejada para assumir o papel de estação principal da cidade de Zamość. Até o final da década de 1990, serviu trens de passageiros de bitola larga (conexões Olkusz com Lviv, Moscou, Kharkiv, Magnitogorsk e Kowel).

As estações e paradas acima, com a estação de junção de Zawada, uma parada de passageiros em Mokre e o posto de ramal de Jarosławiec, formam a junção de Zamość.
Antes da Primeira Guerra Mundial, as ferrovias econômicas de bitola estreita para as fábricas de açúcar em Nieledew (de 1905) e em Klemensów (de 1907) partiam de Zamość, enquanto durante a Primeira Guerra Mundial, nos anos 1915-1916, havia uma ferrovia de bitola estreita Estação de Zamość localizada em Bełżec-Trawniki, destinada a fins militares.

### Transporte público
Zamość tem ligações de ônibus (transportadoras particulares) e ferroviárias, proporcionando acesso direto a cidades do país e do estrangeiro, bem como as estâncias de férias próximas em Roztocze (como Józefów, Krasnobród, Susiec, Zwierzyniec). Em 2014, os trens rápidos de Zamość para Breslávia foram restaurados, de 2017 para Hrubieszów e de junho de 2019 para Varsóvia. Em junho de 2015, foram lançadas duas paradas ferroviárias: Zamość Starówka (rua Peowiaków) e Zamość Wschód (rua Jana Zamoyskiego).
Há também transporte público (Empresa Municipal de Transportes), que serve 25 linhas, incluindo linhas suburbanas.
Atualmente, a cidade começou a considerar em construir uma linha de bonde que ligaria o conjunto habitacional Karolówka a Kalinowice. Zamość pode se tornar o primeiro proprietário de bondes autônomos na Polônia e a nova menor cidade polonesa com seu próprio sistema de bondes (substituindo Grudziądz na voivodia da Cujávia-Pomerânia com 89 000 habitantes).

### Transporte aéreo
O aeroporto de Zamość-Mokre está localizado na vila de Mokre. É um aeroporto esportivo do Aeroclube de Zamość, onde pode usufruir de voos turísticos, entre outros sobre Zamość. Atualmente, os governos autônomos da cidade, comuna e condado estão cooperando em sua expansão para o tráfego de passageiros, para aviões menores. Em 2014, na rua Aleja Jana Pawła II um campo de pouso sanitário Zamość-Hospital foi colocado em operação.